# Língua kanoê
A língua Kanoê, também algumas vezes referida como Kapixaná (Kapishana) ou Kapixanã, é falada atualmente por apenas cinco pessoas, remanescentes de uma ou duas tribos indígenas de igual autodenominação, que vivem relativamente dispersos na região sul do Estado de Rondônia, Brasil, na fronteira com a Bolívia.
Em termos de genealogia, o Kanoê tem sido classificado como uma língua “isolada”, ou seja, sem parentesco linguístico reconhecível com outras línguas indígenas; A língua, conforme pesquisas anteriores, é uma língua com alto risco de extinção a curto prazo, devido diversos fatores, dentre os quais se destacam: 1) a baixa quantidade de falantes e a idade avançada dos mesmos. 2) o processo de perda cultural, histórica, e social que os Kanoê sofrem desde o avanço do agronegócio sobre o estado de Rondônia.

## Região e tribos falantes
Os falantes de Kanoê pertencem a dois grupos. O primeiro grupo, em um elevado estágio de perda traumática e irreversível da identidade etnocultural e linguística, além de destribalização, pela absorção gradual e contínua de traços e valores da cultura opressora, é composto de aproximadamente 97 pessoas, das quais apenas três idosos ainda falam o Kanoê. Quanto aos demais, alguns adultos são bilíngues em Português e uma outra língua indígena eventualmente, ao passo que os jovens são monolíngues em Português. O segundo grupo, descoberto em 1995, hoje está reduzido a uma única família de dois adultos monolíngues em Kanoê, e um adolescente, últimos remanescentes de uma aldeia Kanoê, que recebia a denominação de “Cabeça Seca”, conforme os relatos coletados para as análises linguísticas.
O primeiro grupo, denominado Kanoê de Deolinda-Rio Guaporé, apresenta um alto grau de inculturação, ou seja, os indivíduos são índios conforme a lei, são tutelados e recebem o apoio da FUNAI - Fundação Nacional do índio, entretanto o grupo já perdeu sua identidade linguística e suas tradições culturais, além da referência do próprio território. Contudo, os índios ainda têm consciência de que são uma etnia indígena, um povo unido por uma origem em comum e vínculos de parentesco.  
Em 2002, dentre os Kanoê de Deolinda-Rio Guaporé, havia apenas três falantes da língua nativa: Teresa Kanoê, na época da documentação com aproximadamente 74 anos, que vivia em Guajará-Mirim. Júlio Kanoê, também septuagenário, que habitava na Área Indígena de Sagarana; e Francisco Kanoê, o mais idoso, com mais ou menos 75 anos, morador da Área Indígena do Rio Guaporé. Esses falantes são potencialmente bilíngues em Português e Kanoê, mas onde e como viviam não havia mais uma situação social em que podiam falar sua língua nativa. Esse primeiro grupo vive relativamente disperso, entre a cidade de Guajará-Mirim, e a maioria ao longo da margem direita do rio Guaporé, a maioria em parques e áreas indígenas.
O segundo grupo, isolado, denominados “Kanoê isolados do Omeré”, são reduzidos a apenas 3 pessoas de uma única família, constituída por Txinamanty, uma mulher de estimados 30 anos; seu irmão, Purá, aparentando 27 anos; e um adolescente, nascido no início de 2002. Essa família é monolíngue em Kanoê. Os “isolados do Omeré”, refugiaram-se numa reserva de floresta dentro da área de uma fazenda,  e conseguiram viver apartados do contato direto com o homem “civilizado” e com outros grupos indígenas, salvo com os Akuntsum, único grupo indígena vizinho, que também vivia apartado. Assim, durante muito tempo os Kanoê de Deolinda-Rio Guaporé não sabiam da existência dos “isolados do Omeré”, assim como estes não sabiam da existência daqueles.

## História da língua e do povo Kanoê
Em 1984, madeireiros que trabalhavam na fazenda Yvipytã comunicaram à FUNAI um primeiro contato com índios desconhecidos, que teriam disparado flechas contra eles. Em 1985, Marcelo dos Santos encontrou vestígios da presença dos índios e evidências de um possível massacre na área da mesma fazenda. Em 1986, Marcelo conseguiu que a FUNAI, os Ministérios do Interior e da Justiça interditassem a área para fins de pesquisa; mas, por outro lado, o proprietário das terras também agiu no plano federal e obteve a reintegração de posse da fazenda ainda em formação. Quando os técnicos indigenistas retornaram para mais uma inspeção, encontraram muitos homens e tratores trabalhando no desmatamento e no plantio de pastos: boa parte da área já havia sido destruída rapidamente, inclusive os locais nos quais havia vestígios de presença indígena.
Marcelo e Altair decidiram continuar sigilosamente as investigações e, apoiando-se em fotos de satélites, que indicavam algumas pequenas clareiras nas reservas de mata, levantaram a hipótese de serem roças indígenas. De fato, com ajuda de alguns índios Nambikwara, os técnicos fizeram várias expedições, nas quais encontravam roças indígenas, mas nunca os próprios índios.  
No final de agosto de 1995, respaldado por liminar judicial, Marcelo dos Santos e seus auxiliares conseguiram realizar nova expedição até que, após quatro dias de investigações na floresta, conseguiram chegar à aldeia dos Kanoê, a mais ou menos 20 km do local onde anteriormente haviam encontrado os indícios de presença indígena. O grupo foi finalmente contatado em 3 de setembro de 1995 pelos técnicos indigenistas Marcelo dos Santos, o chefe da expedição, e Altair Algayer, ambos da FUNAI, depois de dez anos de investigações.
Por meio da linguagem gestual e da oferta de presentes, Marcelo dos Santos e sua equipe conseguiram a aproximação com os Kanoê isolados, sem, no entanto, terem condições de identificá-los como tais. Os momentos emocionantes do primeiro contato foram registrados pelo fotógrafo Marcos Mendes, da Agência Estado, e documentados em vídeo pelo cinegrafista Vincent Carelli, cinegrafista do CTI – Centro de Trabalho Indigenista. Apesar das limitações da comunicação gestual, Marcelo e Altair compreenderam que os Kanoê estavam indicando a presença de outro grupo indígena na mesma área, aos quais se referiam como “Akuntsum”.
Com efeito, um mês depois, a expedição conseguiu estabelecer contato com o grupo referido como Akuntsum pelos Kanoê. Mais tarde, coordenando sua equipe, Marcelo dos Santos descobriu a existência de um único índio, o “isolado do Tanaru”, cuja língua e identificação étnica ainda são desconhecidas, vivendo em outra área não desmatada de uma fazenda, ainda absolutamente arredio ao contato com o homem branco. Foram feitas várias tentativas de aproximação, com a participação de alguns intérpretes de outras línguas indígenas regionais, inclusive Kanoê, mas foram todas frustradas. Esse índio não respondeu às tentativas e mostrou-se hostil às possibilidades de contato.
A primeira grande surpresa em relação aos “Kanoê do Omeré” foi o fato de os mesmos não andarem efetivamente nus e usarem vários colares multicoloridos feitos com material plástico. Além disso, nunca se apresentavam sem estarem usando um chapéu típico, do mesmo formato do chapéu do homem branco, porém confeccionado com talas vegetais de palmeira entrelaçadas e, na aba, fitas de lona plástica preta. Usavam algumas peças de roupas em tecido industrial, as quais eles mesmos confeccionaram com relativo esmero. Some-se a isso que, na aldeia, foram encontrados alguns utensílios tais como garfos e facas de metal, vasilhame de alumínio e embalagens plásticas de produtos diversos. Esses utensílios, restos de acampamentos de madeireiros, seringueiros e palmiteiros, teriam sido coletados pelos Kanoê nas incursões pela floresta.
A segunda grande surpresa foi o fato de os Kanoê terem feito uma cerca de madeira quase intransponível no meio da floresta, separando o seu território do território dos Akuntsum. A relação entre os dois grupos indígenas isolados nem sempre foi muito amistosa e sempre difícil por não falarem uma língua comum. Pelo que Marcelo dos Santos pôde resgatar, através de Munuzinho Kanoê como intérprete, Tutuá Kanoê insistia em aproximar seus filhos dos Akuntsum, na esperança que Babá, o cacique, cedesse uma das moças – uma menina de aproximadamente 15 anos, para esposa de seu filho Purá. Ao mesmo tempo, Tutuá esperava que sua filha Txinamanty e sua sobrinha Aimoró se engravidassem ou de Pupaki, o único rapaz Akuntsum, ou do próprio cacique Babá. Mas as tentativas eram frustradas. Toda vez que se aproximavam, acabavam surgindo atritos e ameaças de morte em relação aos Kanoê, o que acabou fatalmente acontecendo: por ser mais nervosa e agressiva em relação a eles, Aimoró foi assassinada pelos Akuntsum, em meados de 1997. Essa morte abalou ainda mais as já estremecidas relações entre os Kanoê e os Akuntsum.
Segundo Altair Algayer, com a morte de Aimoró, os Kanoê tornaram-se relativamente mais tristes do que já eram, pois a moça tinha um espírito mais alegre e festivo. Era ela quem organizava alguns rituais que os Kanoê ainda mantinham. O problema das desavenças continuou, apesar de a família Kanoê insistir em aproximar-se mais e tentar uma convivência pacífica com os Akuntsum, as ameaças continuavam. Para minimizar o problema e evitar mais mortes, os técnicos da FUNAI intervieram e sugeriram aos Kanoê que mudassem sua aldeia para a outra reserva de floresta, do lado oposto, à margem esquerda do rio Omeré, aproximadamente a 3 km do acampamento.

## História da documentação do Kanoê
Provavelmente o documento mais antigo não publicado acerca da língua Kanoê é o Vocabulário das tribos Massacá, Salamãi, Coaiá e Canoê, de Estanislau Zack. Em relatório de expedição da Comissão Rondon, Zack apresenta uma lista de itens lexicais, comparando os vocabulários das línguas Aikanã, Kwaza, Kanoê e Salamãi, adaptando o material fonético dessas línguas à ortografia do Português. No que se refere ao Kanoê, houve uma avaliação dos 201 dados. O autor conseguiu transcrever muitos itens com relativa margem de fidelidade, o que torna o documento ainda mais valioso.
Becker-Donner apresenta 280 itens lexicais e algumas notas relativas a um possível quadro das vogais e consoantes do Kanoê. Embora haja certa margem de fidelidade nas transcrições (fonéticas), há também equívocos, o que absolutamente não desmerece o trabalho da antropóloga austríaca. Porém, a limitação do corpus restringe não só a análise fonológica, mas também estudos relativos à morfologia, à sintaxe e a outros aspectos da estrutura e da funcionalidade da língua.
Tão valiosos quanto o de Becker-Donner, outros documentos são uma lista de 70 itens lexicais, sob o subtítulo Kapišanã’, por Curt Nimuendajú, cujos dados foram elicitados em 1928, e um manuscrito de Bontkes contendo 341 itens, que compõem uma amostra do léxico Kanoê, ainda que alguns equívocos de interpretação e de transcrição fonética dos dados elicitados sejam observáveis.
Loukotka discorre sobre o possível parentesco entre línguas da bacia do Madeira, tratando Kanoê e Kapišana como línguas distintas.  Posteriormente, Loukotka retoma essa distinção, baseando-se apenas em 16 itens extraídos dos documentos de Becker-Donner. A análise dos dados Kanoê apresentados revela alguns equívocos de elicitação ou transcrição, uma vez que possessivo de 1PS (1ª pessoa do singular) [ɲa] /ña/, transcrito nya-, aparece aglutinado ao nome que determina, gerando uma suposta diferença com os dados de Kapišana. Por exemplo, para “boca” aparecem i-kerá em Kapišana e estranhamente muin-gärä, em Kanoê. Na verdade, o que o informante provavelmente disse foi [ikɛ'ɾa] /ikera/ “lábio” e [ɲa ikɛɾa] /ña ikera/ “meu lábio”, pois, em Kanoê, a palavra para “boca” é [i'a] /ia/.  Para “língua”, aparecem i-táu, em Kapišana, e nyai-tal, em Kanoê, cuja tradução exata é [ɲa i'taw]  /ña itaw/ “minha língua”. Parece haver um equívoco nessa transcrição, pois é estranha a ocorrência de [l], já que, em mais de sete mil dados coletados de estudos posteriores, não houve nenhum caso de realização desse contóide.
Outros dados apresentam problemas similares, de tal forma que a comparação das duas listas o induziram a postular duas línguas distintas, mas muito aparentadas. Em outro trabalho, Loukotka  reafirma a condição de isolamento do Kanoê em relação às famílias e troncos linguísticos sul-americanos e apresenta 13 itens lexicais, num quadro comparativo com outras línguas vizinhas.  
Rodrigues apresenta uma pequena amostra de 16 itens do léxico Kanoê, entre os quais seis, relativos a partes ou a órgãos do corpo humano, são transcrições apenas aproximadas. Mencionando o trabalho de Nimuendajú, Tovar apenas registra a existência da língua, como fazem Pottier  e Asher.
Price levanta a hipótese de o Kanoê estar relacionado à família Nambikwára, mas, em trabalho posterior, comparando vocabulários Sabanê e Kanoê, refuta tal possibilidade. Em Pottier (p. 422 e 441), aparecem Canoé, indexada como língua Tupí-Guaraní, e Kanoé, como língua Tuparí. Por sua vez, Montserrat (p. 102) faz menção ao Kanoê como língua isolada e à dispersão de seus últimos falantes. Grimes somente a cita como língua já extinta.  
Outras referências esparsas à língua são encontradas em Campbell (p. 173, 327), como Kapixaná e Capixana. Dixon & Aikhenvald (p.20) fazem apenas uma menção ao Kanoê como língua sobre a qual nada podem afirmar, por não possuírem mais informações. Em As línguas amazônicas hoje, de Queixalós & Renault-Lescure (orgs.), Rodrigues (p. 20-21) e Adelaar (p. 34) referem-se ao Kanoê como língua isolada ou família de uma única língua no panorama das línguas amazônicas. Porém, no Ethnologue Language Family Index, versão eletrônica do Ethnologue: Languages of the World, editado por Grimes & Grimes, o Kanoê aparece relacionado ao tronco Tupí como língua da família Tuparí.
Como língua Tuparí, também aparece em Maldi Meireles (1991) e em Povos Indígenas no Brasil — 1991/1995 (1996), editado pelo Instituto Socioambiental, mas, em artigo disponível no site do mesmo Instituto, Rodrigues (1996) reafirma o Kanoê (Kapixaná) como língua única de uma família de mesmo nome.  
Como se observa, em boa parte dessas fontes de referência, há, no mínimo, uma série de equívocos decorrentes da confusão gráfica, geográfica e etnológica entre Canoé (Guarategaja? Koaratira? Amniapé? Mekéns? Canoeé?), uma língua já extinta, provavelmente um subgrupo Tupí-Tuparí, e o Kanoê ou Kanoä, língua “isolada”, dada a homonímia entre esses nomes tribais. Para citar um caso, Becker-Donner (1955: 286, 287, 298-304), grafa Kanoä, mas no mapa do mesmo trabalho, registra Canoeé (p. 297), e, em trabalho posterior (p. 147-149), refere-se a Canoé e a Kapishana. Para citar mais um exemplo, leia-se a observação de Melatti (1996): “A língua dos canoês é incluída por Maldi (1991) na família tupari na p. 215, ao referir-se à classificação de Aryon Dall’Igna Rodrigues, porém considerada língua isolada na p. 217. Pelo menos uma parte dos índios que estão nos primeiros contatos no igarapé Omerê, entendem a língua canoê”.
Essa confusão também decorre do fato de os dois povos terem habitado áreas muito próximas, na região sul de Rondônia, como atestam os mapas histórico-etnográficos de Becker-Donner (1955), Caspar (1975), Nimuendajú (1981) e Price (1978). No entanto, pode-se assegurar aqui que os Kanoê  desconhecem quaisquer outras denominações tribais a eles atribuídas. Logo, diante de tal confusão etnológica e terminológica, salvo as de Rodrigues (1986, 1997), as demais tentativas de classificação do Kanoê são tidas pela comunidade acadêmica como precipitadas ou equivocadas.
Os estudos linguísticos específicos sobre o Kanoê começaram a ser desenvolvidos a partir de 1990, na Universidade de Brasília, sob a orientação do Prof. Dr. Aryon Dall’Igna Rodrigues. Bacelar (1992), sob a forma de Dissertação de Mestrado, apresentou uma análise fonológica preliminar, com base em 615 dados colhidos em trabalho de campo em 1991, tendo como informantes dois falantes remanescentes do Kanoê. Outros trabalhos de documentação linguística do Kanoê foram desenvolvidos por Bacelar.
Bacelar & Pereira (1996) tecem algumas considerações iniciais sobre alguns aspectos morfossintáticos do Kanoê e Bacelar & Silva Jr. (1996) abordam a negação e o fenômeno da litotes. Bacelar esboçou um primeiro estudo sobre as classes de palavras e, ainda em 2000, elaborou uma cartilha para subsidiar a assistência médico-odontológica no Omeré.
Quanto a citações não linguísticas, Mindlin (1995), em duas antologias de mitos indígenas regionais, inclui versões de duas narrativas míticas feitas por Francisco Kanoê, um dos últimos falantes da língua. No mapa Povos Indígenas do Brasil e Presença Missionária, do CIMI – Conselho Indigenista, o Kanoê aparece indicado pelo número 172, com uma estimativa de 20 falantes.

## Família linguística
O Kanoê é uma língua “isolada”, ou seja, sem parentesco linguístico reconhecível com outras línguas indígenas. Portanto, atualmente, a família linguística do Kanoê é a própria língua Kanoê. Diversos pesquisadores, ao longo dos anos, tentaram relacionar o Kanoê com outras línguas e famílias linguísticas. Greenberg tentou relacioná-la ao Kunsa (Atakama), uma língua extinta, que outrora foi falada por nativos na Bolívia e no Chile. Ademais, Greenberg (p. 94-98), apresentou algumas evidências para postular a classificação do Kanoê, nomeado no estudo como Capixana, como língua relacionada ao tronco Macro-Tucano. Essas evidências são, entretanto, fundamentadas em apenas 15 itens, extraídos da obra “Notizen über einige Stämme an den rechten Zuflüssen des Rio Guaporé”, datada de 1955, e escrita por Etta Becker-Donner. Bacelar (2004), entretanto, identificou em sua obra alguns desvios de tradução fonética, ou ainda de interpretação dos dados linguísticos.
Descontados esses equívocos, as evidências apontadas por Greenberg ficam reduzidas a menos de uma dezena de itens lexicais, o que parece ser insuficiente para se assegurar a classificação do Kanoê como língua Macro-Tucano. Aliás, há controvérsias quanto a essa classificação, pois outros pesquisadores também classificaram o Kanoê como língua proveniente de outras famílias. Para Swadesh, o Kapishana (Kanoê) se classifica como língua macro-Páezana. Na reclassificação de Kaufman (1990: 34, 48-49, 55), o Kapishaná (Kanoê) seria integrante provavelmente do tronco Kunsa-Kapishaná, mais precisamente uma língua macro-Chibchana, ao lado do Jeoromitxi (Jabuti), do Tarasako e da família Nambikwára.

## Fonética e Fonologia

### Fonemas consonantais
|             | Bilabial | Alveolar | Palatal | Velar |
| ----------- | -------- | -------- | ------- | ----- |
| Plosivo     | p        | t        |         | k     |
| Nasal       | m        | n        | ɲ       |       |
| Fricativo   | v        |          |         | h     |
| Africado    |          | t͡s       |         |       |
| Tepe        |          | r        |         |       |
| Aproximante | w        |          | j       |       |

### Fonemas vocálicos
|         | Anterior | Central | Posterior |
| ------- | -------- | ------- | --------- |
| Fechada | i ĩ      | ɨ ɨ̃     | u ũ       |
| Média   | e ẽ      |         | o õ       |
| Aberta  | æ æ̃      | a ã     |           |

### Tonicidade e prosódia do Kanoê
O Kanoê é fonologicamente uma língua não-tonal, uma vez que não existem pares mínimos que assegurem a funcionalidade do tom no plano fonológico. O tom alto, incidindo sobre um vocábulo ou sobre a raiz verbal, pode ocorrer e geralmente ocorre, apenas dos pontos de vista fonético, discursivo e pragmático, sem que haja qualquer implicação fonológica transparente.
Em Kanoê, a entoação frasal tem força ilocucionária na expressão dos modos verbais, tais como o declarativo, o interrogativo, o imperativo, o exortativo etc. Assim, a propriedade modal, inerente ao conteúdo semântico da frase, é dada por uma entoação específica.  
Além disso, como em outras línguas, a entoação Kanoê tem ainda função de atribuir ao enunciado um caráter de emotividade, expressividade ou afetividade, exprimindo estados de emoção tais como alegria, tristeza, raiva, ironia, dependendo do contexto situacional ou ‘moldura’ (‘frame’), em que as frases são proferidas. Assim, às variações de altura do tom somam-se os eventuais alongamentos vocálicos, ou ainda fenômenos expressivos como os de ênfase ou relevo, de acordo com a intenção do falante.
Durante algumas seções de coleta de dados junto aos falantes monolíngues do Omeré, pesquisadores observaram algumas situações emocionais em que, nitidamente, as variações de entoação ganhavam contornos específicos, expressando os estados psíquico-emocionais em que as frases estavam sendo proferidas.
A par de suas funções emotiva e expressiva, a entoação em Kanoê pode ser ascendente, descendente, ascendente-descendente, de acordo com a tipologia da frase, seja ela declarativo-afirmativa, declarativo-negativa, interrogativa, imperativa, exortativa. A partir dessas observações, é possível arrolar aqui uma tipologia das frases com base na entoação quais sejam: a) entoação ascendente: frases interrogativas; b) entoação descendente: frases imperativas; c) entoação ascendente-descendente: frases declarativas; d) ascendente-descendente: sentenças comparativas; e) entoação descendente: frases exortativas.

## Proposta de escrita
O Kanoê é uma língua ágrafa, ou seja, que não possui linguagem escrita. Entretanto, Bacelar (2004) realizou uma proposta de alfabeto para o Kanoê que está disponível abaixo.  Todas as considerações preliminares e processos seguidos para a construção do alfabeto podem ser encontradas em Bacelar, nas páginas 91 e 92.
Nesta primeira versão, o alfabeto Kanoê seria composto de 27 grafemas, inclusive um dígrafo (än), correspondentes aos 26 fonemas, dos quais 14 são vogais e 12 são consoantes, de acordo com a ordem a seguir:
a ã ä än d e ẽ h i ĩ j k m n ñ o õ p r t ts u ũ v w y ỹ
Pronúncias diferentes do Português Brasileiro:
- <ñ> consoante nasal palatal. Ocorre somente em fronteira inicial de sílaba. Realiza-se como /ɲ/ ou /j̃/, em variação livre.
- <ts> consoante africada oral alveolar desvozeada. Realiza-se como /ts/ ~ /tʃ/ ~ /s/ ~ /ʃ/.
- <r> consoante vibrante alveolar sonoro. Realiza-se como /d/ antes de /a/, /ɛ/, /ɨ/, /w/ e /ɔ/ e como o tepe /ɾ/, intervocálico, em sílabas mediais e finais.
- <ä> vogal oral anterior quase aberta não-arredondada. Realiza-se como  /æː/ ~ /æ̃/, se contígua a consoante nasal; como /æː/ em vocábulo monofônico; e como /æ/ na absoluta maioria dos casos.
- <än> vogal nasal anterior baixa fechada não-arredondada. É um fonema de ocorrências esparsas, geralmente em fronteira inicial ou final de determinados vocábulos.
- <y> vogal oral central fechada não-arredondada. Realiza-se como /ɨ̃/ em contiguidade a consoante nasal, como /ɨ/ em variação com /ə/, após consoante plosiva desvozeada; como /ɨː/, em vocábulo monossilábico; e apenas como /ɨ/ nos demais ambientes.
- <ỹ> vogal nasal central fechada não-arredondada. Trata-se de um fonema de baixa frequência. Realiza-se como /ɨ̃/ em quaisquer ambientes

## Morfossintaxe

### Processos morfológicos: formação de palavras

#### Composição por justaposição
Nesse subprocesso, tem-se a mera justaposição de elementos: os constituintes internos podem ocorrer como formas livres, uma vez que por si mesmos já são nomes simples. O processo de composição por justaposição é produtivo e encontrável na formação de locuções nominais.
- Locução nominal formada dois nomes justapostos, cada qual com acento próprio, dos quais o primeiro é o núcleo e o segundo é complemento especificativo, de acordo com a regra: SN → N N. Exemplo: kwini æky (peixe banana) "jatuarana"

- Locução nominal possessiva, formada por dois nomes relacionados entre si por meio de morfema possessivo, dos quais o primeiro é o núcleo, marcado como possuidor, e o segundo é um complemento possuído, de acordo com a regra: SN → N-POS N. Exemplo: nañu-o kyj (abelha-POSS ferrão) "ferrão de abelha"

- Locução nominal formada por um nome, como núcleo, seguido de uma ou mais de uma nominalização descritiva, geralmente deverbal, na posição de complemento, conforme a seguinte regra: SN → N ((V-NLZ) (V-NLZ)). Exemplo: ñuvi y-tsi-mo-e (veado espinho-ter-ALP.poss-NLZ) "veado campeiro"

#### Composição por aglutinação
A composição por aglutinação implica a perda de padrão acentual, no primeiro elemento, a perda de morfema inicial e, consequentemente, a queda de segmento fônico no segundo elemento.
- y' tse   +    i-ka ' tsi   >   ytse-ka'tsi  "raiz de árvore"

(árvore)     (RN-raiz)      (árvore-raiz)

### Pronomes pessoais
| Pessoa | Número          | Número             |
|        | Singular        | Plural             |
| ------ | --------------- | ------------------ |
| 1      | aj 'eu'         | ajte 'nós'         |
| 2      | mi 'você'       | mite 'vocês'       |
| 3      | oj 'ele', 'ela' | ojte 'eles','elas' |

### Pronomes pessoais possessivos
| Pessoa | Número           | Número               |
|        | Singular         | Plural               |
| ------ | ---------------- | -------------------- |
| 1      | ña 'meu, meus'   | jato 'nosso, nossos' |
| 2      | pja 'teu, teus'  | pjato 'de vocês'     |
| 3      | ojo 'dele, dela' | ojoto 'deles, delas' |

### Gêneros ou classes semânticos
Conforme Bacelar (2004), na maior parte dos casos, a marcação de gênero nominal se restringe a nomes de referentes humanos, com destaque para alguns dos termos de parentesco. Assim sendo, pode-se dizer que, em Kanoê, não há flexões paradigmáticas de gênero extensíveis à categoria dos nomes em sua totalidade. Por outro lado, existem dois morfemas nominais específicos que não apenas marcam morfologicamente um determinado nome quanto ao gênero, mas também podem estabelecer relações de concordância entre nomes ou pronomes e estruturas verbais, quais sejam: {-kwæ̃} ‘MASC’ e {-nake} ‘FEM’. Além desses morfemas, as formas livres ævo “homem” e e “mulher”, em casos específicos, também podem funcionar como marcadores de gênero no domínio de um sintagma nominal.

### A inexistência da marcação de número nos nomes
Em Kanoê, não existem flexões nominais paradigmáticas de número. No entanto, foram registrados casos esparsos de nomes contáveis, animados ou inanimados, marcados pelo sufixo {-te}.
kani  "criança" -> kani-te "criançada"
uruã "rapaz" -> uruã-te "rapaziada"
kwini "peixe" -> kwini-te "cardume"

São consideradas agramaticais a utilização do morfema {-te} agregado a nomes referentes a objetos unitários.
kwikaj "sol" -> *kwikaj-te (muitos) sóis
mita "lua" -> *mita-te (muitas) luas
akita "céu" -> *akita-te (muitos) céus

Em Kanoê o recurso gramatical mais produtivo para se expressar a ideia de “quantidade” em relação a nomes de coisas contáveis e não contáveis é a anteposição de arakere “muitos, muitos”. Esse quantificador pode ocorrer irrestritamente.
arakere kuni  "muita água"
arakere uroe  "muita comida"

### Diminutivo em Kanoê
A formação de nomes diminutivos em Kanoê é resultante de processo de derivação sufixal. Desse modo, a um nome agrega-se o sufixo {-tsĩkwa}, muito produtivo.
e -> mulher
e-tsĩkwa -> menina
mulher-DIM

### Morfemas direcionais

#### O direcional {-to}: movimento para o interior
O morfema {-to} tem status de direcional-locativo, indicando “para o interior de”, “para dentro de”. Ocorre sufixação de algumas raízes verbais denotativas de deslocamento no espaço físico.

#### O direcional {-tu}: movimento para o exterior
Contrapondo-se a {-to} ‘DIR’, o direcional {-tu} sufixado a raízes como {vyry-} “deslocar-se” e {uj-} “ir”, indica direção “para o exterior de”, “para fora”.
O direcional {-ja}: movimento para baixo
As ocorrências de {-ja} ‘DIR.baixo’ são frequentes em estruturas verbais nucleadas por raízes que denotam algum tipo de ação ou movimento vertical, quais sejam: {aj-} “sentar”, {para-} “cair”, {pej-} “deitar” e {tsu-} “agachar”.

#### O direcional {-mu}: movimento para cima
Por enquanto, tem-se apenas poucos registros de {-mu} ‘DIR.’ que, embora homófono, não se confunde com o classificador para líquidos, pois as ocorrências são distintas. Como direcional, esse morfema ocorre em estruturas verbais que denotam um movimento composto, ou seja, uma ação de baixo para cima.

#### O direcional {-vo}: movimento para baixo
O morfema {-vo} tem status de “direcional para baixo”, assim como {-ja}. Considerada a imprevisibilidade das ocorrências esparsas desse morfema, não se pôde ainda determinar sua distribuição em relação ao outro direcional de mesmo valor.

## Modo, tempo e aspecto verbal

### Modo
Considerando-se as possibilidades de realização do modo verbal, em Kanoê não existem marcas morfológicas específicas, nos sintagmas verbais, para a distinção entre modo indicativo e subjuntivo. Porém, é possível distinguir categorias modais morfologicamente marcadas, quais sejam: a) modo declarativo, b) modo interrogativo, c) modo imperativo.
| Categorias de modo   | Submodos e modalidades | Marcas morfológicas | GLOSA |
| -------------------- | ---------------------- | ------------------- | ----- |
| declarativo          | afirmativo             | {-e}                | DECL  |
| declarativo          | negativo               | {-k}                | NEG   |
| interrogativo direto | positivo               | {-tsi}              | INT   |
| interrogativo direto | negativo               | {-kũ}               | NEG   |
| imperativo           | afirmativo             | {-ãw}               | IMP   |
| imperativo           | exortativo             | {-ãw}               | IMP   |
| imperativo           | negativo               | {-kũ}               | NEG   |

### Tempo e Aspecto
| Tempo    | Traços aspectuais              | marca morf | flexão pess. | escopo |
| -------- | ------------------------------ | ---------- | ------------ | ------ |
| PASSADO  | perfectivo / finito / concluso | -          | -            | {-nu}  |
| PRESENTE | contínuo / progressivo         | -          | +            | {-nu}  |
| FUTURO   | incoativo                      | {-nu}      | -            | V+raiz |

## Ordem da frase e alinhamento
Quanto à ordem sintática preferencial dos constituintes oracionais, estudos anteriores demonstraram que o Kanoê é uma língua predominantemente SOV.  Para tanto, uma primeira análise tomou como base um corpus de 468 orações transitivas, elicitadas junto aos informantes bilíngues. Posteriormente, considerando-se que os dados foram elicitados junto a falantes que já não usam o Kanoê como primeira língua e que uso diário do Português poderia ter influído nos resultados, foi feito um segundo levantamento, tomando-se um total de 532 outros exemplos, abstraídos de contexto pragmático, incluindo-se agora os dados elicitados junto aos falantes “isolados do Omeré”, ainda monolíngues em Kanoê. Assim, a soma dos dois levantamentos totaliza 1000 orações declarativas, cuja análise em termos de percentuais de ocorrência das possíveis ordens de constituintes resultou no seguinte quadro:
|            | SVO  | SOV  | VSO | VOS | OSV | OVS | TOTAL |
| ---------- | ---- | ---- | --- | --- | --- | --- | ----- |
| Bilíngues  | 15,8 | 27,3 | 0,2 | 0,2 | 0,9 | 0,2 | 50    |
| Omeré      | 8,3  | 46,2 | 0,2 | 0,2 | 0,4 | 0,1 | 50    |
| Percentual | 24,1 | 73,5 | 0,4 | 0,4 | 1,3 | 0,3 | 100   |

Como se vê, em termos percentuais, confirmou-se a predominância de SOV como ordem sintática preferencial em orações declarativas afirmativas ou negativas. Evidentemente, se fossem considerados outros tipos de estruturas oracionais, sobretudo as imperativas, nas quais sujeito e objeto direto, via de regra, ocorrem pospostos, e também as interrogativas diretas, esses percentuais sofreriam reajustes. Mesmo assim, no conjunto da língua, a ordem SOV se impõe como preferencial.

## Foco e voz
Em Kanoê, a categoria gramatical de voz das estruturas verbais está relacionada aos papéis funcionais dos classificadores verbais. Nos casos em que ocorre, {-ro} marca a estrutura como ativa, pois exige no mínimo um argumento com o papel semântico de agente. Por sua vez, {-to}, como transitivizador, exige dois argumentos: um sujeito-agente e um objeto-paciente. Assim, as ocorrências alternadas ou simultâneas desses dois classificadores delimitam a voz verbal como ativa. No caso das raízes ativas que nunca os exigem, os papéis de agente e paciente são assinalados pela posição sintática dos argumentos e pela compatibilidade lógico-semântica entre nomes e conteúdo da raiz verbal.
Não existe um mecanismo gramatical regular para a transformação de uma oração na voz ativa para a passiva, válido para todas as sentenças ativas. Logo, não há voz passiva propriamente dita, mas tão-somente construções verbais de sentido passivo. Por sua vez, o que poderia ser considerado voz medial corresponde às ocorrências de {-ry} ‘REFL’ . Do mesmo modo, não existe voz causativa, mas somente construções causativas, nas quais o predicado da oração principal é nucleado pelas raízes {vara} “falar” e {varo} “mandar”.

## Léxico e Semântica

### Terminologia para partes, órgãos e detalhes do corpo humano ou de animal
| i-kuta       | cabeça               |
| i-ryũkjetæ   | crânio               |
| jy           | cabelo               |
| i-ña         | rosto                |
| i-ñaty       | rugas                |
| i-ñao iutã   | ossos do rosto       |
| i-tekuña     | testa                |
| i-teñu       | orelha               |
| i-teñuo jako | dorso da orelha      |
| i-teñuo nu   | canal auricular      |
| i-kỹj        | olho                 |
| i-kỹjñe      | cílios               |
| i-kỹjmũ      | lágrima              |
| i-kỹjtinu    | remela no olho       |
| i-kañu       | nariz, focinho, bico |
| i-kañu ime   | ponta do nariz       |

### Terminologia para doenças, sintomas e afins
| ææroe     | vômito           |
| ehehe     | tosse; rouquidão |
| ikanũtinu | catarro          |
| ikuramũ   | suor             |
| kuti      | calo             |
| kyve      | queimadura       |
| namu      | remédio          |
| ñoña      | ferida           |
| ojtwae    | gripe            |
| tũvoe     | doença           |

### Terminologia de órgãos e partes das plantas e termos afins
| æj      | folha   |
| æj kani | broto   |
| i-ati   | flor    |
| i-katsi | raiz    |
| y       | espinho |
| mati    | fruta   |
| tekwa   | semente |
| ytsemu  | seiva   |

Outras partes das plantas (Bacelar 2010):
| Número | Kanoê        | Glosa                 | Etimologia              |
| ------ | ------------ | --------------------- | ----------------------- |
| 177    | æj           | ‘folha’               |                         |
| 178    | æj kani      | ‘broto’               |                         |
| 179    | i-ati        | ‘flor’                |                         |
| 180    | i-atitsetæ   | ‘pétala’              | (Lit.: ‘asa de flor’)   |
| 181    | i-katsi      | ‘raiz’                |                         |
| 182    | i-kũ         | ‘galho’               |                         |
| 183    | i-rãw        | ‘polpa de fruta’      | (Lit.: ‘carne’)         |
| 184    | i-tæ         | ‘casca de árvore’     |                         |
| 185    | i-kyetæ mati | ‘casca dura de fruta’ |                         |
| 186    | y            | ‘espinho’             |                         |
| 187    | mati ~ nati  | ‘fruta’               |                         |
| 188    | matio itæ    | ‘casca de fruta’      | (Lit.: ‘pele da fruta’) |
| 189    | matio væky   | ‘cacho de fruta’      |                         |
| 190    | tekwa        | ‘semente’             |                         |
| 191    | ytse         | ‘tronco, madeira’     |                         |
| 192    | ytse kani    | ‘muda de árvore’      |                         |
| 193    | ytsemu       | ‘seiva’               |                         |

### Plantas
Plantas (Bacelar 2010):
| Número | Português           | Kanoé          |
| ------ | ------------------- | -------------- |
| 151    | abacaxi             | piñãw          |
| 152    | abóbora             | apenũ          |
| 153    | amendoim            | epykã          |
| 154    | banana              | äky            |
| 155    | batata-doce         | vavo toenẽ     |
| 156    | cana-de-açúcar      | tovekawa       |
| 157    | cará                | ivo            |
| 158    | açaí (palma)        | mũtyry         |
| 159    | açaí (coco)         | mũtyryko       |
| 160    | açaí (suco)         | mũtyrykomũ     |
| 161    | beiju               | peutä          |
| 162    | bola de seringa     | erej           |
| 163    | cabaça              | pokuta         |
| 164    | castanha-do-pará    | epy            |
| 165    | chicha de macaxeira | tsero          |
| 166    | macaxeira           | txuä           |
| 167    | chicha de banana    | tsero äkymũ    |
| 168    | chicha de milho     | tsero atitimũ  |
| 169    | caucho              | tuä            |
| 170    | látex de caucho     | tuämũ          |
| 171    | espiga de milho     | atitikæj       |
| 172    | farinha             | kañã           |
| 173    | farinha de mandioca | txuäkañã       |
| 174    | farinha de milho    | atitikañã      |
| 175    | fava                | kometa         |
| 176    | feijão              | kometaw urutaw |
| 177    | milho               | atiti          |
| 178    | pamonha de milho    | pakotxi        |
| 179    | palha de milho      | atitiko        |
| 180    | mamão, papaya       | toky           |
| 181    | mel                 | tovemũ         |
| 182    | pau, vara           | ytso           |
| 183    | árvore              | ytse           |
| 184    | pão                 | pãw            |
| 185    | paxiúba             | iutxika        |
| 186    | pimenta             | tarui          |
| 187    | pimenta malagueta   | tarui          |
| 188    | taquara             | mapi           |
| 189    | bambu               | kyi            |
| 190    | tucumã              | pätsäko        |
| 191    | fio de algodão      | otity          |
| 192    | mandioca            | txuä           |
| 193    | pauzinho, varinha   | itso           |
| 194    | urucum              | tara           |
| 195    | mato, bosque        | aä             |
| 196    | fruto, fruta        | mati           |
| 197    | folha               | äj             |
| 198    | madeira             | itso           |
| 199    | varinha             | itsotsĩkwa     |
| 200    | espinho             | y              |
| 201    | raiz                | ytsekatxi      |
| 202    | roça, plantação     | nõmŭ           |
| 203    | caju                | yrytekwa       |
| 204    | maracujá            | matire         |
| 205    | melancia            | tokypẽnẽ       |
| 206    | goiaba              | kojava         |
| 207    | biribá              | mati           |
| 208    | pama                | uruti          |

### Animais
| Kanoê                 | Glosa                                       | Etimologia               |
| --------------------- | ------------------------------------------- | ------------------------ |
| opera                 | ‘onça, gato; cachorro; animal; antropônimo’ |                          |
| operatsĩkwa           | ‘gato doméstico’                            |                          |
| opera jũkwæ̃           | ‘lontra’                                    |                          |
| opera kuni            | ‘ariranha’                                  | onça água                |
| opera vovo-tsi-e      | ‘cachorro’                                  | onça latir.RED-CLE-NLZ   |
| opera karanakãw       | ‘onça suçuarana’                            | onça suçuarana           |
| opera kũkũj-vej-ko-re | ‘onça cinzenta, onça parda’                 | onça cinza-corpo-CLE-AUX |
| opera pẽ-n-e          | ‘onça vermelha’                             | onça vermelho-3-NLZ      |
| opera kani-tsĩkwa     | ‘filhote de onça’                           | ‘onça’ criança-DIM       |
| opera pũpũ-n-e        | ‘onça pintada, jaguapinima’                 | onça pintar-3-NLZ        |
| opera-tsĩkwa          | ‘maracajá, gato selvagem, jaguatirica’      | onça-DIM                 |
| opera voro-n-e        | ‘onça preta, jaguaretê’                     | onça preto-3-NLZ         |
| kwini                 | ‘peixe’                                     |                          |
| ærytykwa              | ‘curaçu’                                    |                          |
| kwinikete             | ‘acari’                                     |                          |
| kwinikete onomunu     | ‘bagre, jundiá’                             |                          |
| kwini-o nomunu        | ‘poraquê’                                   | peixe-POSS borduna       |
| kwini-tsĩkwa          | ‘piaba’                                     | peixe-DIM                |
| nunu-kuta             | ‘pirambóia-cabeça’                          |                          |
| tsemaj                | ‘piranha’                                   |                          |
| tsoækypwæ             | ‘mandi’                                     |                          |
| kwini ajtemu          | ‘pirapitinga’                               |                          |
| kwini itsæ            | ‘tambaqui’                                  | peixe anta               |
| kwini æky             | ‘jatuarana’                                 | peixe banana             |
| turoakẽ ~ kwini itevæ | ‘boto’                                      | peixe-POSS               |
| kwini pũpũ-n-e        | ‘pintado, surubim’                          | peixe pintar-3-NLZ       |
| oky-kũti              | ‘sucuri’                                    | cobra-pilão              |
| ava                   | ‘arara’                                     |                          |
| urukutæ               | ‘urubu’                                     |                          |

Outros animais (Bacelar 2010):
| \| Número \| Português \| Kanoé \| \| ------ \| --------------------------- \| -------------------------- \| \| 263 \| anta \| itsä \| \| 264 \| ariranha \| operañu'kwän \| \| 265 \| cachorro doméstico \| vovotxie \| \| 266 \| cachorro do mato \| putsua \| \| 267 \| coelho \| oveokyke \| \| 268 \| caititu \| uräñukutä \| \| 269 \| capivara \| itsäkũmjũ \| \| 270 \| cutia \| ove \| \| 271 \| gambá \| mukura \| \| 272 \| gato \| operatsĩkwa \| \| 273 \| lobinho-d'água \| operañu'kwän \| \| 274 \| lontra \| operañu'kwän \| \| 275 \| maracajá \| operatsĩkwa pũpũñe \| \| 276 \| macaco \| iry \| \| 277 \| macaco-aranha \| irytekwãkũ \| \| 278 \| macaco-bugio \| otxi \| \| 279 \| macaco-cuxiú \| iry \| \| 280 \| macaco-de-cheiro \| iry \| \| 281 \| macaco-guariba \| iry matxira \| \| 282 \| macaco-prego \| iry \| \| 283 \| macaco-preto \| irytekwãkũ \| \| 284 \| macaco-paruacu \| otxi \| \| 285 \| macaco-zogue-zogue \| matoko \| \| 286 \| mico \| iry \| \| 287 \| morcego \| ĩko \| \| 288 \| mucura \| mukura \| \| 289 \| onça \| opera \| \| 290 \| onça pintada \| opera pũpũñe \| \| 291 \| onça preta \| opera vorone \| \| 292 \| onça suçuarana \| opera karanakãw \| \| 293 \| paca \| ävjũ \| \| 294 \| papa-mel irara \| korenũ \| \| 295 \| porco \| urä \| \| 296 \| preguiça \| tipy \| \| 297 \| quati \| mĩtxire \| \| 298 \| quatipuru \| kunũ kunũ \| \| 299 \| rato \| pyrä \| \| 300 \| ratão-do-banhado \| pyrä ejrũ \| \| 301 \| raposinha-do-mato \| putsua \| \| 302 \| serelepe \| mĩtxire \| \| 303 \| tamanduá \| orä \| \| 304 \| tamanduá-bandeira \| ore jatua \| \| 305 \| tamanduá-mirim \| oretsĩkwa \| \| 306 \| tatu \| kũkoe \| \| 307 \| tatu-bola \| kũkoe pyty \| \| 308 \| tatu-canastra \| kapajre \| \| 309 \| tatu-galinha \| kapajretsĩkwa \| \| 310 \| tatu-peludo \| kũkoe \| \| 311 \| tatu-quinze-quilos \| kũkoe \| \| 312 \| veado \| ñũvi \| \| 313 \| veado campeiro \| ñũvi ytximoe \| \| 314 \| veado campeiro \| ñũvi ytximoe \| \| 315 \| veado roxo \| ñũvi tsoroti \| \| 316 \| calango \| tsutsuvu tsĩkwa \| \| 317 \| calango verde \| tsutsuvu tsĩkwa \| \| 318 \| camaleão \| tare aratxi \| \| 319 \| cobra \| oky \| \| 320 \| cobra cascavel \| oky \| \| 321 \| cobra-cipó \| oky \| \| 322 \| cobra jararaca \| okykũti \| \| 323 \| cobra jibóia \| oky \| \| 324 \| cobra sucuri \| okykũti \| \| 325 \| cobra-urutu \| oky \| \| 326 \| iguana \| tare aratxi \| \| 327 \| jacaré \| uromũ \| \| 328 \| jacaré-açu \| uromũ ejrũ \| \| 329 \| jacaré-papo-amarelo \| uromũ \| \| 330 \| jabuti \| ĩkũkũ \| \| 331 \| lagartixa \| kometakãw \| \| 332 \| perereca \| kykytä \| \| 333 \| perereca verde \| kykytä \| \| 334 \| rã \| nãkaw \| \| 335 \| sapo \| kwaatxie \| \| 336 \| sapo-boi \| kwaatxie \| \| 337 \| sapo-cururu \| kwaatxie \| \| 338 \| sapo grande, gia \| kwaatxie ejrũne \| \| 339 \| girino \| kwaatxie urukanĩ \| \| 340 \| salamandra \| kometakãw \| \| 341 \| tracajá \| ĩkũkũtä \| \| 342 \| teiú \| tare \| \| 343 \| águia \| õkwatsĩkwa \| \| 344 \| amarelinho \| õkwatsĩkwa \| \| 345 \| anambé \| txiwtxiwpe \| \| 346 \| andorinha \| pirikawa \| \| 347 \| anu branco \| äjn \| \| 348 \| anu-preto \| äjn vorone \| \| 349 \| anhuma \| tämu vorone \| \| 350 \| aracuã-do-pantanal \| kãpore kurakura \| \| 351 \| araçari-letrado \| urykuj ariatemũ \| \| 352 \| araçari-mulato \| urykuj avovoetxi \| \| 353 \| araçari-minhoca \| urykuj pẽtoro \| \| 354 \| araçari-poca \| urykuj \| \| 355 \| araçari-miudinho \| urykujtsĩkwa \| \| 356 \| aracuã \| kãpore \| \| 357 \| arapaçu \| tere \| \| 358 \| arapapá \| awãkã \| \| 359 \| araponga \| õkwa \| \| 360 \| arapon guinha \| õkwatsĩkwa \| \| 361 \| arara \| ava \| \| 362 \| arara-amarela \| ava pänäre \| \| 363 \| arara-azul \| ava vorone \| \| 364 \| arara-canindé \| ava aratxi \| \| 365 \| arara-do-bico-grande \| ava ejkañũ \| \| 366 \| ararajuba \| ava pänäre \| \| 367 \| arara-vermelha \| ava \| \| 368 \| ararinha-vermelha \| avatsĩkwa \| \| 369 \| ariramba \| pypuryetxi \| \| 370 \| azulão \| õkwatsĩkwa \| \| 371 \| bacurau \| kujaemũ \| \| 372 \| bacurau-branco \| kujaemũ \| \| 373 \| bacurau-barrado \| kujaemũ \| \| 374 \| batuíra \| arykytse \| \| 375 \| beija-flor \| kykynũ \| \| 376 \| beija-flor carijó \| kykynũ \| \| 377 \| beija-flor roxo \| kykynũ \| \| 378 \| beija-flor tesoura \| kykynũ \| \| 379 \| bem-te-vi \| ñeñero \| \| 380 \| bico-de-brasa \| piururu \| \| 381 \| cabeça-seca \| akũtsũ \| \| 382 \| caburé \| vovotxi \| \| 383 \| cãcã \| mãmãjtoko \| \| 384 \| cambacica \| ukatẽ \| \| 385 \| cambaxirra \| õkwatsĩkwa \| \| 386 \| canário \| õkwatsĩkwa \| \| 387 \| canário-do-brejo \| õkwatsĩkwa \| \| 388 \| canário-do-campo \| õkwatsĩkwa \| \| 389 \| capitão \| õkwatsĩkwa \| \| 390 \| caracará \| mãmãjtoko \| \| 391 \| cardeal \| õkwatsĩkwa \| \| 392 \| chincoã \| õkwatsĩkwa \| \| 393 \| choca d'água \| õkwatsĩkwa \| \| 394 \| coruja-diabo \| vovotsitsĩkwa \| \| 395 \| chorão \| õkwatsĩkwa \| \| 396 \| cigana \| õkwatsĩkwa \| \| 397 \| coleiro \| kurakura topikwæn \| \| 398 \| coleiro-do-brejo \| õkwatsĩkwa \| \| 399 \| colhereiro \| kwite pẽne ejkãñu \| \| 400 \| corruíra \| õkwatsĩkwa \| \| 401 \| coruja \| vovotsi \| \| 402 \| coruja-buraqueira \| vovotsitsĩkwa \| \| 403 \| coruja-da-mata \| vovotsitsĩkwa \| \| 404 \| coruja-do-campo \| vovotsitsĩkwa \| \| 405 \| coruja-de-igreja \| vovotsitsĩkwa \| \| 406 \| cotinga \| txiwtxiwpä \| \| 407 \| cujubim \| kãpore päkutä \| \| 408 \| cuitelo \| kykunũ \| \| 410 \| cuitelinho \| kykunũ \| \| 411 \| curica \| twĩpæ \| \| 412 \| curicaca \| tæmũ iryte \| \| 413 \| curió \| õkwatsĩkwa \| \| 414 \| dançador \| õkwatsĩkwa \| \| 415 \| ema \| ema \| \| 416 \| encontro \| õkwatsĩkwa \| \| 417 \| estalador \| õkwatsĩkwa \| \| 418 \| falcão \| mãmãjtoko \| \| 419 \| formigueiro \| õkwatsĩkwa \| \| 420 \| frango d'água \| tæmũ \| \| 421 \| freirinha \| õkwatsĩkwa \| \| 422 \| frifrió \| õkwatsĩkwa \| \| 423 \| galinha \| kurakura e \| \| 424 \| galo \| kurakura ävo \| \| 425 \| garça \| kwite \| \| 426 \| garça-branca pequena \| kwitwtsĩkwa \| \| 427 \| garça real \| kwite \| \| 428 \| garrinha \| õkwatsĩkwa \| \| 429 \| gaturamo \| õkwatsĩkwa \| \| 430 \| gavião \| mãmãjtoko \| \| 431 \| gavião indaié \| mãmãjtoko \| \| 432 \| gavião \| mãmãjtoko \| \| 433 \| gavião papa-pinto \| mãmãjtoko \| \| 434 \| gavião pega-cobra \| mãmãjtoko \| \| 435 \| inhambu \| tũpũ \| \| 436 \| inhambu-açu \| tũpũ \| \| 437 \| inhambu-carijó \| tũpäkutä \| \| 438 \| inhambu-galinha \| tũpäkutä \| \| 439 \| inhambu-chintã \| tsoviri \| \| 440 \| inhambu-preto \| tsoviri \| \| 441 \| jaburu \| tamakwi \| \| 442 \| jacamim \| aritepy \| \| 443 \| jacu \| kãpore \| \| 444 \| jacumirim \| kãpore tsĩkwa \| \| 445 \| jacupemba \| kãpore \| \| 446 \| jacu piranga \| kãpore pẽne \| \| 447 \| jandaia \| kore aratxi \| \| 448 \| jaó \| tũpũ \| \| 449 \| juriti \| ororo \| \| 450 \| juriti-azul \| ororo \| \| 451 \| joão-pinto \| õkwatsĩkwa \| \| 452 \| juruva \| õkwatsĩkwa \| \| 453 \| juruviara \| õkwatsĩkwa \| \| 454 \| lavadeira \| õkwatsĩkwa \| \| 455 \| limpa-folha \| õkwatsĩkwa \| \| 456 \| maçarico \| arykytse \| \| 457 \| macuco \| tũpũ \| \| 458 \| macuquinho \| tũpũ tsĩkwa \| \| 459 \| maguari \| kwite vorone \| \| 460 \| maracanã \| etxiw \| \| 461 \| maria-cavaleira \| õkwatsĩkwa \| \| 462 \| maria-branca \| õkwatsĩkwa \| \| 463 \| maria-irré \| õkwatsĩkwa \| \| 464 \| mariquita \| ukatẽ \| \| 465 \| maritaca \| kore aratxi \| \| 466 \| marreca-ananaí \| tæmũ \| \| 467 \| marreca-asa-branca \| tæmũ \| \| 468 \| mutum \| tæmũ \| \| 469 \| mutum-açu \| pyytxi \| \| 470 \| mutum-cavalo \| pyytxi \| \| 471 \| mutum-preto \| pyytxi \| \| 472 \| neinei \| ñeñero \| \| 473 \| nhandu \| tsoviri \| \| 474 \| papa-capim \| õkwatsĩkwa \| \| 474 \| papa-formigas \| õkwatsĩkwa \| \| 476 \| papagainho \| koretsĩkwa \| \| 477 \| papagaio galego \| koretsĩkwa \| \| 478 \| papagaio-verdadeiro \| ekomũ \| \| 479 \| papa-lagarta \| õkwatsĩkwa \| \| 480 \| papa-moscas \| õkwatsĩkwa \| \| 481 \| pardal \| õkwatsĩkwa \| \| 482 \| pássaro-preto \| any \| \| 483 \| pato \| tæmũ \| \| 484 \| pato-do-mato \| tæmũ \| \| 485 \| pato-de-crista \| tæmũ \| \| 486 \| passarinho \| õkwatsĩkwa \| \| 487 \| peixe-frito \| õkwatsĩkwa \| \| 488 \| perdiz \| õkwatsĩkwa \| \| 489 \| periquitão \| kiki \| \| 490 \| periquito \| kiki \| \| 491 \| periquito-comum \| kiki \| \| 492 \| periquito-rei \| kiki \| \| 493 \| piaçoca \| õkwatsĩkwa \| \| 494 \| pia-pouco \| õkwatsĩkwa \| \| 495 \| pica-pau \| turumare \| \| 496 \| pica-pau \| turumare \| \| 497 \| pica-pau \| turumare \| \| 498 \| pica-pau \| turumare \| \| 499 \| pintarroxo \| õkwatsĩkwa \| \| 500 \| pintassilgo \| õkwatsĩkwa \| \| 501 \| pintinho \| kurakura kanĩ \| \| 502 \| pinto-d'água \| kurakura kunĩ \| \| 503 \| pipira \| õkwatsĩkwa \| \| 504 \| pomba \| õkwatsĩkwa \| \| 505 \| pomba-galega \| æræræmũ \| \| 506 \| pomba-pedrês \| æræræmũ \| \| 507 \| pomba-verdadeira \| æræræmũ \| \| 508 \| quero-quero \| kwekwe \| \| 509 \| rabilonga \| pirykawa \| \| 511 \| rapazinho \| õkwatsĩkwa \| \| 512 \| rapazinho-dos-velhos \| õkwatsĩkwa \| \| 513 \| rapazinho-estriado \| õkwatsĩkwa \| \| 514 \| rola \| ororo \| \| 515 \| rola fogo-apagou \| ororo \| \| 516 \| rola-azul \| ororo vorone \| \| 517 \| rola-primavera \| tuture \| \| 518 \| rolinha-branca \| tuture \| \| 519 \| rolinha-primavera \| tuture \| \| 520 \| rolinha-pedrês \| tuture kũkũvaj \| \| 521 \| rolinha-vermelha \| tuture pẽne \| \| 522 \| sabacu \| õkwatsĩkwa \| \| 523 \| sabiá \| torotxire \| \| 524 \| Sabiá-do-campo \| torotxire \| \| 525 \| sabiá-laranjeira \| torotxire \| \| 526 \| sabiá-pardo \| torotxire \| \| 527 \| sabiá-pimenta \| õkwatsĩkwa \| \| 528 \| saci \| õkwatsĩkwa \| \| 529 \| saí \| õkwatsĩkwa \| \| 530 \| saí-amarelo \| õkwatsĩkwa \| \| 531 \| saí-bicudo \| õkwatsĩkwa \| \| 532 \| saí-de-fogo \| õkwatsĩkwa \| \| 533 \| saíra \| õkwatsĩkwa \| \| 534 \| saíra-açu \| õkwatsĩkwa \| \| 535 \| saíra-canário \| õkwatsĩkwa \| \| 536 \| saíracara-suja \| õkwatsĩkwa \| \| 537 \| saíra-militar \| õkwatsĩkwa \| \| 538 \| saíra-sete-cores \| õkwatsĩkwa \| \| 539 \| saíra-fogo \| õkwatsĩkwa \| \| 540 \| saíra-verde \| õkwatsĩkwa \| \| 541 \| saí \| õkwatsĩkwa \| \| 542 \| sanã \| õkwatsĩkwa \| \| 543 \| sanã-carijó \| õkwatsĩkwa \| \| 544 \| sanhaço \| mimitonowe \| \| 545 \| sanhaço-azul \| mimitonowe \| \| 546 \| saracura \| arytepy \| \| 547 \| saracura-carijó \| arytepy \| \| 548 \| saracura-sanã \| arytepy \| \| 549 \| saripoca \| urykuj \| \| 550 \| sebinho \| õkwatsĩkwa \| \| 551 \| socó \| avakã \| \| 552 \| socó-boi \| avakã \| \| 553 \| socó-mirim \| avakã \| \| 554 \| socó-pulador \| avakã \| \| 555 \| subideira \| õkwatsĩkwa \| \| 556 \| suindara \| vovoti \| \| 557 \| suiriri \| õkwatsĩkwa \| \| 558 \| surucuá \| õkwatsĩkwa \| \| 559 \| surucuá-açu \| õkwatsĩkwa \| \| 560 \| sucucuá-amarelo \| õkwatsĩkwa \| \| 561 \| surina \| õkwatsĩkwa \| \| 562 \| tabaco-bom \| õkwatsĩkwa \| \| 563 \| tachã \| tämũ \| \| 564 \| tangará \| õkwatsĩkwa \| \| 565 \| taperá \| õkwatsĩkwa \| \| 566 \| taperá \| õkwatsĩkwa \| \| 567 \| tem-tem \| õkwatsĩkwa \| \| 568 \| tempera-viola \| õkwatsĩkwa \| \| 569 \| tesoura \| õkwatsĩkwa \| \| 570 \| tesourão \| õkwatsĩkwa \| \| 571 \| téu-téu \| õkwatsĩkwa \| \| 572 \| tico-tico \| õkwatsĩkwa \| \| 573 \| tiê \| õkwatsĩkwa \| \| 574 \| tiê-sangue \| õkwatsĩkwa \| \| 575 \| tietinga \| õkwatsĩkwa \| \| 576 \| tinguá \| õkwatsĩkwa \| \| 577 \| tinguaçu \| õkwatsĩkwa \| \| 578 \| tiom-tiom \| õkwatsĩkwa \| \| 579 \| trinca-ferro \| õkwatsĩkwa \| \| 580 \| tuvira \| õkwatsĩkwa \| \| 581 \| tiziu \| Õkwatsĩkwa vorokwa erejkwa \| \| 582 \| tovaca \| õkwatsĩkwa \| \| 583 \| tovaquinha \| õkwatsĩkwa \| \| 584 \| tucano \| ñãke \| \| 585 \| tucano-de-bico-preto \| ñãke vorokãñũe \| \| 586 \| tucano-de-bico-verde \| ñãke pirakãñũe \| \| 587 \| tucano-de-peito-amarelo \| ñãke \| \| 588 \| tucano-de-peito-branco \| ñãke \| \| 589 \| tuidara \| õkwatsĩkwa \| \| 590 \| tuim \| twĩpätsĩkwa \| \| 591 \| udu \| õkwatsĩkwa \| \| 592 \| uru-coroado \| õkwatsĩkwa \| \| 593 \| uiraçu \| tutxitxi \| \| 594 \| uirapuru \| tutxitxi \| \| 595 \| uirapuru-verdadeiro \| tutxitxi \| \| 596 \| uirapuru-cigarra \| tutxitxi \| \| 597 \| uru \| õkwatsĩkwa \| \| 598 \| urubu \| urukutæ \| \| 599 \| urubu-rei \| urukutæ päkutä \| \| 600 \| urubuzinho \| urukutætsĩk wa \| \| 601 \| urutau \| nũpetso \| \| 602 \| urutaurana \| nũpetso \| \| 603 \| xexéu \| õkwatsĩkwa \| \| 604 \| viúva \| õkwatsĩkwa \| \| 605 \| vivi \| õkwatsĩkwa \| \| 606 \| zabelê \| õkwatsĩkwa \| \| 607 \| asa \| itetse \| \| 608 \| bico \| ikañũ \| \| 609 \| pena \| yj \| \| 610 \| ovo \| iñãj \| \| 611 \| rabo \| txonũ \| \| 612 \| abelha \| toveñũ \| \| 613 \| abelha-iraxim \| mũky \| \| 614 \| abelha-bijurí \| mũky \| \| 615 \| abelha caga-fogo \| mũky \| \| 616 \| abelha-canudo \| nãñũ \| \| 617 \| abelha-irapuã \| nãñũ \| \| 618 \| abelha-iraxim \| mũky \| \| 619 \| abelha-jataí \| mũkytsĩkwa vorone \| \| 620 \| abelha-lambe-olhos \| emiã \| \| 621 \| abelha-mamangaba \| mũky \| \| 622 \| abelha sanharó \| mũky \| \| 623 \| abelha tibuna \| mũky \| \| 624 \| aranha \| tinamã \| \| 625 \| ovo de aranha \| tinamão ĩñãj \| \| 626 \| teia de aranha \| tinamãty \| \| 627 \| aranha-d'água \| nĩñõpuõ / tepõtxõ \| \| 628 \| aranhaçu \| tinamã ejrũ \| \| 629 \| aranha-caranguejeira \| tinamã ejrũ \| \| 630 \| barata \| kutupajru \| \| 631 \| barata-do-mato \| kutupajru \| \| 632 \| barbeiro \| kutuytximoe \| \| 633 \| besouro \| nako \| \| 634 \| bicho-de-fruta \| ãkwĩ \| \| 635 \| bicho-de-patauá \| ãkwĩ \| \| 636 \| bicho-de-pé \| ãkwĩ \| \| 637 \| bicho-pau \| taruakyko \| \| 638 \| bicho-pau-alado \| taruaky \| \| 639 \| bicho-pau áptero \| taruaky \| \| 640 \| borboleta \| tykenẽnẽ \| \| 641 \| borboleta-bruxa \| ave \| \| 642 \| crisálida \| pänky \| \| 643 \| borboleta-monarca \| tykenẽnẽ \| \| 644 \| borboleta-pintada \| tykenẽnẽ pũpũñe \| \| 645 \| borrachudo \| twĩ \| \| 646 \| caba \| nũkũ \| \| 647 \| caba-cega \| nũkũ \| \| 648 \| caba-chapéu \| nũkũ \| \| 649 \| cabamirim \| nũkũ \| \| 650 \| cabatatu \| ñũkyry \| \| 651 \| caçunun-guçu \| operako \| \| 652 \| caracol \| kore \| \| 653 \| carapanã mosquito \| pẽ \| \| 654 \| caramujo \| kore \| \| 655 \| caranguejo \| tiramã ejvore \| \| 656 \| caranguejo de-rio \| ĩtoro \| \| 657 \| carrapa tinho \| tatsĩkwa \| \| 658 \| carrapato \| ta \| \| 659 \| carrapato-estrela \| ta \| \| 660 \| carrapato-de-cavalo \| iryotä \| \| 661 \| carapato-de-macaco \| iryotä \| \| 662 \| caruncho-de-madeira \| upe \| \| 663 \| casulo de inseto \| pänky \| \| 664 \| cigarra \| pura \| \| 665 \| cigarrinha \| puratsĩkwa \| \| 666 \| cigarra grande \| purajko \| \| 667 \| coró, bicho de coco \| ãkwĩ \| \| 668 \| cupim \| pyj \| \| 669 \| embuá \| tĩ \| \| 670 \| escorpião \| tĩrary \| \| 671 \| ferrão de inseto \| kyj \| \| 672 \| formiga \| nãkati \| \| 673 \| formiga-cabaça \| aua \| \| 674 \| formiga-lava-pés \| nãkati \| \| 675 \| formiga-quemquém \| nãkati \| \| 676 \| formigasaca-saia \| muñã \| \| 677 \| formigataioca \| ñeñe \| \| 678 \| tormiga taciba \| pĩ \| \| 679 \| formica tocandira \| tyytxi \| \| 680 \| formiga-vermelha-e-preta \| tepótxõ \| \| 681 \| formigueiro \| korako \| \| 682 \| gahanhoto \| korako \| \| 683 \| gafanhoto verde, esperança \| korako \| \| 684 \| içá, tanajura \| tyytxi \| \| 685 \| jequitirana mbóia \| taruaky \| \| 686 \| lacraia, centopéia \| tĩrary \| \| 687 \| lagarta-de-casulo \| tẽky \| \| 688 \| lagarta-de-folha \| inĩky \| \| 689 \| lagarta-de-fogo \| inĩky \| \| 690 \| lagarta mede-palmo \| tõky \| \| 691 \| lagarta-vermelha \| tõky \| \| 692 \| larva de formiga \| pĩ kãnĩ \| \| 693 \| lavadeira, libélula \| pipitsäko \| \| 694 \| lesma \| väj \| \| 695 \| lombriga \| väj \| \| 696 \| lombriga \| iruokwĩ \| \| 697 \| marimbondo \| nũkũ \| \| 698 \| marimbondo-caçador \| nũkũ \| \| 699 \| marimbondo-chapéu \| mĩrykye \| \| 700 \| minhoca \| väj \| \| 701 \| minhocuçu \| väjtxi \| \| 702 \| mosca \| nũkũ \| \| 703 \| mosca varejeira \| nũkũ \| \| 704 \| mosquitinho \| txirokoko \| \| 705 \| mumbuca \| kunenake \| \| 706 \| mutuca \| korokoro \| \| 707 \| pecevejo \| tẽky \| \| 708 \| piolho \| tẽky \| \| 709 \| piolho-de-cabeça \| æotẽky \| \| 710 \| piolho dos vegetais, pulgão \| ikutaotẽky \| \| 711 \| camarão-de-água-doce \| tĩrary \| \| 712 \| pium, borra-chudinho \| twĩtsĩkwa \| \| 713 \| pulga \| tyjko \| \| 714 \| saúva \| tyytxi \| \| 715 \| tanajura \| tyytxi \| \| 716 \| tataíra, abe lha-de-fogo \| mũky \| \| 717 \| tatarana, sussarana \| inĩky \| \| 718 \| tiririca, cupim alado \| perepere \| \| 719 \| tocandira, tucandeira \| tyy \| \| 720 \| tatuzinho \| kũkoe tsĩkwa tsĩkere \| \| 721 \| vagalume \| pikwatwa \| \| 722 \| verme \| nũkũ \| \| 723 \| vespa \| nũkũ \| \| 724 \| vespa-cega \| nũkũ \| \| 725 \| zangão \| mũky ävo \| \| 726 \| zunga, bicho-de-pé \| ãkwĩ \| \| 727 \| asa da borboleta \| tykenẽnẽ itetse \| \| 728 \| corpo da borboleta \| tykenẽnẽ ikyw \| \| 729 \| olho da borboleta \| tykenẽnẽ ikỹj \| \| 730 \| tromba da borboleta \| tykenẽnẽ \| \| 731 \| bunda da borboleta \| tykenẽnẽ txonũ \| \| 732 \| acará, cará \| aeretikwa \| \| 733 \| acará-bandeira \| aeretawtxi moe \| \| 734 \| acará-disco \| aere pärätä \| \| 735 \| acará-pirambocaia \| aere päkyjtä \| \| 736 \| acará-tonto \| aere \| \| 737 \| acará-peba \| aere kyjtä \| \| 738 \| acará-pixuna \| aeretikwa vorone ejkutae \| \| 739 \| anari-cascudo \| timutikwa / ejka \| \| 740 \| apapá, sardinhão \| aeretikwa \| \| 741 \| aramacá, soia \| kwini itaw kỹjmoe \| \| 742 \| arraia \| tsãkãwnũ \| \| 743 \| arraia-de-ferrão \| tsãkãwnũ \| \| 744 \| bacu-de-pedra \| kwinĩ akie \| \| 745 \| bagre \| tsoäkypuae \| \| 746 \| bagrinho-rocador \| tsoäkypuae \| \| 747 \| bajurqui \| kykyo \| \| 748 \| boca-de-garrafa \| aeretikwa \| \| 749 \| borboleta \| kuini tekoko \| \| 750 \| cabeçudo \| tsoäkypuae ejkutae \| \| 751 \| camboatã amarelo \| kwinĩ kyryko \| \| 752 \| canana-capeta \| mũko ytximoe \| \| 753 \| candiru \| kwini kañae \| \| 754 \| cangati \| tsoäkypuae \| \| 755 \| cangati-de pedra \| tsoäkypuae \| \| 756 \| cangati-de-madeira \| tsoäkypuae aki \| \| 757 \| caranha \| tekoko ejrũko \| \| 758 \| cari-chicote \| kwinĩkete tawtsiere \| \| 759 \| carito \| kwini urotepy \| \| 760 \| cachimbo \| kwinĩ \| \| 761 \| cascudo \| mũko \| \| 762 \| cascudo-barbado \| mũko \| \| 763 \| cascudo-bugio \| mũko \| \| 764 \| cascudo-preto, lajeiro \| mũko \| \| 765 \| cuiú-cuiú \| kujukuju \| \| 766 \| curimbatá \| nũtopikwän \| \| 767 \| jacundá, peixe-sabão \| kwini itetse \| \| 768 \| jacundá-coroa \| kwini itetse itiximoe \| \| 769 \| jacundá-pinima \| kwini itximoe \| \| 770 \| jaraqui \| aere tawtxie \| \| 771 \| jaú \| tsoäkypuae \| \| 772 \| jaju \| tsemãj vorone \| \| 773 \| jatuarana \| kwinĩ äky \| \| 774 \| joana-guensa \| kwini itetse itiximoe \| \| 775 \| jurupoca, braço-de-moça \| kwinĩ \| \| 776 \| lambari \| kwinĩ \| \| 777 \| mandi \| tsoäkypuae \| \| 778 \| mandi-preto \| tsoäkypuae vorone \| \| 779 \| mandi-amarelo \| tsoäkypuae \| \| 780 \| mandi-bandeira \| tsoäkypuae tawtxiere \| \| 781 \| mandi-chorão \| tsoäkypuae \| \| 782 \| mandubé \| tsoäkypuae ejae \| \| 783 \| mandubi \| tsoäkypuae ejae \| \| 784 \| mapará \| kwinĩ \| \| 785 \| matrinchã \| kwinĩ pepetxonũ \| \| 786 \| pacu \| täräj / tekoko \| \| 787 \| pacupeba \| tekoko ikwytæ \| \| 788 \| pacu-mirim \| tekokotsĩkwa \| \| 789 \| pacu-prata \| tekoko ikwytä \| \| 790 \| palmito \| kwinĩ \| \| 791 \| peixe-lenha \| txururu ejtawtsie \| \| 792 \| peixe-porco \| kwinĩ \| \| 793 \| pescada \| kwinĩ tawtxiere \| \| 794 \| pescada-amarela \| kwinĩ \| \| 795 \| piau-cobra \| täjmũ tawtxie \| \| 798 \| piau \| täjmũ \| \| 796 \| piaba \| pyryryka \| \| 797 \| piracanjuva \| kwinĩ topie \| \| 799 \| piraíba \| tsoäkypuae \| \| 800 \| piraíba \| tsoäkypuae väejrũne \| \| 801 \| pirambóia \| kwinĩ okytawre \| \| 802 \| piramutaba \| täjmũ tawtxie \| \| 803 \| piranha \| tsemãj \| \| 804 \| piranha vermelha \| tsemãj pẽnetsĩkwa \| \| 805 \| piranha-doce \| kwinĩ petximoe \| \| 806 \| pirapetinga \| kwinĩ ika \| \| 807 \| pirapitinga \| ajtemũ \| \| 808 \| pirarara \| kwinĩ avae \| \| 809 \| pirarucu \| kwinĩ tsĩtsonũkere \| \| 810 \| surubim \| kwinĩ \| \| 811 \| tambaqui \| kwinĩ \| \| 812 \| tamboatá \| timutikwa \| \| 813 \| tamoatá \| timutikwa tawtxie \| \| 814 \| traíra \| kwinĩkete \| \| 815 \| tucunaré \| tuturunake \| |                             |                            |
| Número | Português                   | Kanoé                      |
| 263 | anta                        | itsä                       |
| 264 | ariranha                    | operañu'kwän               |
| 265 | cachorro doméstico          | vovotxie                   |
| 266 | cachorro do mato            | putsua                     |
| 267 | coelho                      | oveokyke                   |
| 268 | caititu                     | uräñukutä                  |
| 269 | capivara                    | itsäkũmjũ                  |
| 270 | cutia                       | ove                        |
| 271 | gambá                       | mukura                     |
| 272 | gato                        | operatsĩkwa                |
| 273 | lobinho-d'água              | operañu'kwän               |
| 274 | lontra                      | operañu'kwän               |
| 275 | maracajá                    | operatsĩkwa pũpũñe         |
| 276 | macaco                      | iry                        |
| 277 | macaco-aranha               | irytekwãkũ                 |
| 278 | macaco-bugio                | otxi                       |
| 279 | macaco-cuxiú                | iry                        |
| 280 | macaco-de-cheiro            | iry                        |
| 281 | macaco-guariba              | iry matxira                |
| 282 | macaco-prego                | iry                        |
| 283 | macaco-preto                | irytekwãkũ                 |
| 284 | macaco-paruacu              | otxi                       |
| 285 | macaco-zogue-zogue          | matoko                     |
| 286 | mico                        | iry                        |
| 287 | morcego                     | ĩko                        |
| 288 | mucura                      | mukura                     |
| 289 | onça                        | opera                      |
| 290 | onça pintada                | opera pũpũñe               |
| 291 | onça preta                  | opera vorone               |
| 292 | onça suçuarana              | opera karanakãw            |
| 293 | paca                        | ävjũ                       |
| 294 | papa-mel irara              | korenũ                     |
| 295 | porco                       | urä                        |
| 296 | preguiça                    | tipy                       |
| 297 | quati                       | mĩtxire                    |
| 298 | quatipuru                   | kunũ kunũ                  |
| 299 | rato                        | pyrä                       |
| 300 | ratão-do-banhado            | pyrä ejrũ                  |
| 301 | raposinha-do-mato           | putsua                     |
| 302 | serelepe                    | mĩtxire                    |
| 303 | tamanduá                    | orä                        |
| 304 | tamanduá-bandeira           | ore jatua                  |
| 305 | tamanduá-mirim              | oretsĩkwa                  |
| 306 | tatu                        | kũkoe                      |
| 307 | tatu-bola                   | kũkoe pyty                 |
| 308 | tatu-canastra               | kapajre                    |
| 309 | tatu-galinha                | kapajretsĩkwa              |
| 310 | tatu-peludo                 | kũkoe                      |
| 311 | tatu-quinze-quilos          | kũkoe                      |
| 312 | veado                       | ñũvi                       |
| 313 | veado campeiro              | ñũvi ytximoe               |
| 314 | veado campeiro              | ñũvi ytximoe               |
| 315 | veado roxo                  | ñũvi tsoroti               |
| 316 | calango                     | tsutsuvu tsĩkwa            |
| 317 | calango verde               | tsutsuvu tsĩkwa            |
| 318 | camaleão                    | tare aratxi                |
| 319 | cobra                       | oky                        |
| 320 | cobra cascavel              | oky                        |
| 321 | cobra-cipó                  | oky                        |
| 322 | cobra jararaca              | okykũti                    |
| 323 | cobra jibóia                | oky                        |
| 324 | cobra sucuri                | okykũti                    |
| 325 | cobra-urutu                 | oky                        |
| 326 | iguana                      | tare aratxi                |
| 327 | jacaré                      | uromũ                      |
| 328 | jacaré-açu                  | uromũ ejrũ                 |
| 329 | jacaré-papo-amarelo         | uromũ                      |
| 330 | jabuti                      | ĩkũkũ                      |
| 331 | lagartixa                   | kometakãw                  |
| 332 | perereca                    | kykytä                     |
| 333 | perereca verde              | kykytä                     |
| 334 | rã                          | nãkaw                      |
| 335 | sapo                        | kwaatxie                   |
| 336 | sapo-boi                    | kwaatxie                   |
| 337 | sapo-cururu                 | kwaatxie                   |
| 338 | sapo grande, gia            | kwaatxie ejrũne            |
| 339 | girino                      | kwaatxie urukanĩ           |
| 340 | salamandra                  | kometakãw                  |
| 341 | tracajá                     | ĩkũkũtä                    |
| 342 | teiú                        | tare                       |
| 343 | águia                       | õkwatsĩkwa                 |
| 344 | amarelinho                  | õkwatsĩkwa                 |
| 345 | anambé                      | txiwtxiwpe                 |
| 346 | andorinha                   | pirikawa                   |
| 347 | anu branco                  | äjn                        |
| 348 | anu-preto                   | äjn vorone                 |
| 349 | anhuma                      | tämu vorone                |
| 350 | aracuã-do-pantanal          | kãpore kurakura            |
| 351 | araçari-letrado             | urykuj ariatemũ            |
| 352 | araçari-mulato              | urykuj avovoetxi           |
| 353 | araçari-minhoca             | urykuj pẽtoro              |
| 354 | araçari-poca                | urykuj                     |
| 355 | araçari-miudinho            | urykujtsĩkwa               |
| 356 | aracuã                      | kãpore                     |
| 357 | arapaçu                     | tere                       |
| 358 | arapapá                     | awãkã                      |
| 359 | araponga                    | õkwa                       |
| 360 | arapon guinha               | õkwatsĩkwa                 |
| 361 | arara                       | ava                        |
| 362 | arara-amarela               | ava pänäre                 |
| 363 | arara-azul                  | ava vorone                 |
| 364 | arara-canindé               | ava aratxi                 |
| 365 | arara-do-bico-grande        | ava ejkañũ                 |
| 366 | ararajuba                   | ava pänäre                 |
| 367 | arara-vermelha              | ava                        |
| 368 | ararinha-vermelha           | avatsĩkwa                  |
| 369 | ariramba                    | pypuryetxi                 |
| 370 | azulão                      | õkwatsĩkwa                 |
| 371 | bacurau                     | kujaemũ                    |
| 372 | bacurau-branco              | kujaemũ                    |
| 373 | bacurau-barrado             | kujaemũ                    |
| 374 | batuíra                     | arykytse                   |
| 375 | beija-flor                  | kykynũ                     |
| 376 | beija-flor carijó           | kykynũ                     |
| 377 | beija-flor roxo             | kykynũ                     |
| 378 | beija-flor tesoura          | kykynũ                     |
| 379 | bem-te-vi                   | ñeñero                     |
| 380 | bico-de-brasa               | piururu                    |
| 381 | cabeça-seca                 | akũtsũ                     |
| 382 | caburé                      | vovotxi                    |
| 383 | cãcã                        | mãmãjtoko                  |
| 384 | cambacica                   | ukatẽ                      |
| 385 | cambaxirra                  | õkwatsĩkwa                 |
| 386 | canário                     | õkwatsĩkwa                 |
| 387 | canário-do-brejo            | õkwatsĩkwa                 |
| 388 | canário-do-campo            | õkwatsĩkwa                 |
| 389 | capitão                     | õkwatsĩkwa                 |
| 390 | caracará                    | mãmãjtoko                  |
| 391 | cardeal                     | õkwatsĩkwa                 |
| 392 | chincoã                     | õkwatsĩkwa                 |
| 393 | choca d'água                | õkwatsĩkwa                 |
| 394 | coruja-diabo                | vovotsitsĩkwa              |
| 395 | chorão                      | õkwatsĩkwa                 |
| 396 | cigana                      | õkwatsĩkwa                 |
| 397 | coleiro                     | kurakura topikwæn          |
| 398 | coleiro-do-brejo            | õkwatsĩkwa                 |
| 399 | colhereiro                  | kwite pẽne ejkãñu          |
| 400 | corruíra                    | õkwatsĩkwa                 |
| 401 | coruja                      | vovotsi                    |
| 402 | coruja-buraqueira           | vovotsitsĩkwa              |
| 403 | coruja-da-mata              | vovotsitsĩkwa              |
| 404 | coruja-do-campo             | vovotsitsĩkwa              |
| 405 | coruja-de-igreja            | vovotsitsĩkwa              |
| 406 | cotinga                     | txiwtxiwpä                 |
| 407 | cujubim                     | kãpore päkutä              |
| 408 | cuitelo                     | kykunũ                     |
| 410 | cuitelinho                  | kykunũ                     |
| 411 | curica                      | twĩpæ                      |
| 412 | curicaca                    | tæmũ iryte                 |
| 413 | curió                       | õkwatsĩkwa                 |
| 414 | dançador                    | õkwatsĩkwa                 |
| 415 | ema                         | ema                        |
| 416 | encontro                    | õkwatsĩkwa                 |
| 417 | estalador                   | õkwatsĩkwa                 |
| 418 | falcão                      | mãmãjtoko                  |
| 419 | formigueiro                 | õkwatsĩkwa                 |
| 420 | frango d'água               | tæmũ                       |
| 421 | freirinha                   | õkwatsĩkwa                 |
| 422 | frifrió                     | õkwatsĩkwa                 |
| 423 | galinha                     | kurakura e                 |
| 424 | galo                        | kurakura ävo               |
| 425 | garça                       | kwite                      |
| 426 | garça-branca pequena        | kwitwtsĩkwa                |
| 427 | garça real                  | kwite                      |
| 428 | garrinha                    | õkwatsĩkwa                 |
| 429 | gaturamo                    | õkwatsĩkwa                 |
| 430 | gavião                      | mãmãjtoko                  |
| 431 | gavião indaié               | mãmãjtoko                  |
| 432 | gavião                      | mãmãjtoko                  |
| 433 | gavião papa-pinto           | mãmãjtoko                  |
| 434 | gavião pega-cobra           | mãmãjtoko                  |
| 435 | inhambu                     | tũpũ                       |
| 436 | inhambu-açu                 | tũpũ                       |
| 437 | inhambu-carijó              | tũpäkutä                   |
| 438 | inhambu-galinha             | tũpäkutä                   |
| 439 | inhambu-chintã              | tsoviri                    |
| 440 | inhambu-preto               | tsoviri                    |
| 441 | jaburu                      | tamakwi                    |
| 442 | jacamim                     | aritepy                    |
| 443 | jacu                        | kãpore                     |
| 444 | jacumirim                   | kãpore tsĩkwa              |
| 445 | jacupemba                   | kãpore                     |
| 446 | jacu piranga                | kãpore pẽne                |
| 447 | jandaia                     | kore aratxi                |
| 448 | jaó                         | tũpũ                       |
| 449 | juriti                      | ororo                      |
| 450 | juriti-azul                 | ororo                      |
| 451 | joão-pinto                  | õkwatsĩkwa                 |
| 452 | juruva                      | õkwatsĩkwa                 |
| 453 | juruviara                   | õkwatsĩkwa                 |
| 454 | lavadeira                   | õkwatsĩkwa                 |
| 455 | limpa-folha                 | õkwatsĩkwa                 |
| 456 | maçarico                    | arykytse                   |
| 457 | macuco                      | tũpũ                       |
| 458 | macuquinho                  | tũpũ tsĩkwa                |
| 459 | maguari                     | kwite vorone               |
| 460 | maracanã                    | etxiw                      |
| 461 | maria-cavaleira             | õkwatsĩkwa                 |
| 462 | maria-branca                | õkwatsĩkwa                 |
| 463 | maria-irré                  | õkwatsĩkwa                 |
| 464 | mariquita                   | ukatẽ                      |
| 465 | maritaca                    | kore aratxi                |
| 466 | marreca-ananaí              | tæmũ                       |
| 467 | marreca-asa-branca          | tæmũ                       |
| 468 | mutum                       | tæmũ                       |
| 469 | mutum-açu                   | pyytxi                     |
| 470 | mutum-cavalo                | pyytxi                     |
| 471 | mutum-preto                 | pyytxi                     |
| 472 | neinei                      | ñeñero                     |
| 473 | nhandu                      | tsoviri                    |
| 474 | papa-capim                  | õkwatsĩkwa                 |
| 474 | papa-formigas               | õkwatsĩkwa                 |
| 476 | papagainho                  | koretsĩkwa                 |
| 477 | papagaio galego             | koretsĩkwa                 |
| 478 | papagaio-verdadeiro         | ekomũ                      |
| 479 | papa-lagarta                | õkwatsĩkwa                 |
| 480 | papa-moscas                 | õkwatsĩkwa                 |
| 481 | pardal                      | õkwatsĩkwa                 |
| 482 | pássaro-preto               | any                        |
| 483 | pato                        | tæmũ                       |
| 484 | pato-do-mato                | tæmũ                       |
| 485 | pato-de-crista              | tæmũ                       |
| 486 | passarinho                  | õkwatsĩkwa                 |
| 487 | peixe-frito                 | õkwatsĩkwa                 |
| 488 | perdiz                      | õkwatsĩkwa                 |
| 489 | periquitão                  | kiki                       |
| 490 | periquito                   | kiki                       |
| 491 | periquito-comum             | kiki                       |
| 492 | periquito-rei               | kiki                       |
| 493 | piaçoca                     | õkwatsĩkwa                 |
| 494 | pia-pouco                   | õkwatsĩkwa                 |
| 495 | pica-pau                    | turumare                   |
| 496 | pica-pau                    | turumare                   |
| 497 | pica-pau                    | turumare                   |
| 498 | pica-pau                    | turumare                   |
| 499 | pintarroxo                  | õkwatsĩkwa                 |
| 500 | pintassilgo                 | õkwatsĩkwa                 |
| 501 | pintinho                    | kurakura kanĩ              |
| 502 | pinto-d'água                | kurakura kunĩ              |
| 503 | pipira                      | õkwatsĩkwa                 |
| 504 | pomba                       | õkwatsĩkwa                 |
| 505 | pomba-galega                | æræræmũ                    |
| 506 | pomba-pedrês                | æræræmũ                    |
| 507 | pomba-verdadeira            | æræræmũ                    |
| 508 | quero-quero                 | kwekwe                     |
| 509 | rabilonga                   | pirykawa                   |
| 511 | rapazinho                   | õkwatsĩkwa                 |
| 512 | rapazinho-dos-velhos        | õkwatsĩkwa                 |
| 513 | rapazinho-estriado          | õkwatsĩkwa                 |
| 514 | rola                        | ororo                      |
| 515 | rola fogo-apagou            | ororo                      |
| 516 | rola-azul                   | ororo vorone               |
| 517 | rola-primavera              | tuture                     |
| 518 | rolinha-branca              | tuture                     |
| 519 | rolinha-primavera           | tuture                     |
| 520 | rolinha-pedrês              | tuture kũkũvaj             |
| 521 | rolinha-vermelha            | tuture pẽne                |
| 522 | sabacu                      | õkwatsĩkwa                 |
| 523 | sabiá                       | torotxire                  |
| 524 | Sabiá-do-campo              | torotxire                  |
| 525 | sabiá-laranjeira            | torotxire                  |
| 526 | sabiá-pardo                 | torotxire                  |
| 527 | sabiá-pimenta               | õkwatsĩkwa                 |
| 528 | saci                        | õkwatsĩkwa                 |
| 529 | saí                         | õkwatsĩkwa                 |
| 530 | saí-amarelo                 | õkwatsĩkwa                 |
| 531 | saí-bicudo                  | õkwatsĩkwa                 |
| 532 | saí-de-fogo                 | õkwatsĩkwa                 |
| 533 | saíra                       | õkwatsĩkwa                 |
| 534 | saíra-açu                   | õkwatsĩkwa                 |
| 535 | saíra-canário               | õkwatsĩkwa                 |
| 536 | saíracara-suja              | õkwatsĩkwa                 |
| 537 | saíra-militar               | õkwatsĩkwa                 |
| 538 | saíra-sete-cores            | õkwatsĩkwa                 |
| 539 | saíra-fogo                  | õkwatsĩkwa                 |
| 540 | saíra-verde                 | õkwatsĩkwa                 |
| 541 | saí                         | õkwatsĩkwa                 |
| 542 | sanã                        | õkwatsĩkwa                 |
| 543 | sanã-carijó                 | õkwatsĩkwa                 |
| 544 | sanhaço                     | mimitonowe                 |
| 545 | sanhaço-azul                | mimitonowe                 |
| 546 | saracura                    | arytepy                    |
| 547 | saracura-carijó             | arytepy                    |
| 548 | saracura-sanã               | arytepy                    |
| 549 | saripoca                    | urykuj                     |
| 550 | sebinho                     | õkwatsĩkwa                 |
| 551 | socó                        | avakã                      |
| 552 | socó-boi                    | avakã                      |
| 553 | socó-mirim                  | avakã                      |
| 554 | socó-pulador                | avakã                      |
| 555 | subideira                   | õkwatsĩkwa                 |
| 556 | suindara                    | vovoti                     |
| 557 | suiriri                     | õkwatsĩkwa                 |
| 558 | surucuá                     | õkwatsĩkwa                 |
| 559 | surucuá-açu                 | õkwatsĩkwa                 |
| 560 | sucucuá-amarelo             | õkwatsĩkwa                 |
| 561 | surina                      | õkwatsĩkwa                 |
| 562 | tabaco-bom                  | õkwatsĩkwa                 |
| 563 | tachã                       | tämũ                       |
| 564 | tangará                     | õkwatsĩkwa                 |
| 565 | taperá                      | õkwatsĩkwa                 |
| 566 | taperá                      | õkwatsĩkwa                 |
| 567 | tem-tem                     | õkwatsĩkwa                 |
| 568 | tempera-viola               | õkwatsĩkwa                 |
| 569 | tesoura                     | õkwatsĩkwa                 |
| 570 | tesourão                    | õkwatsĩkwa                 |
| 571 | téu-téu                     | õkwatsĩkwa                 |
| 572 | tico-tico                   | õkwatsĩkwa                 |
| 573 | tiê                         | õkwatsĩkwa                 |
| 574 | tiê-sangue                  | õkwatsĩkwa                 |
| 575 | tietinga                    | õkwatsĩkwa                 |
| 576 | tinguá                      | õkwatsĩkwa                 |
| 577 | tinguaçu                    | õkwatsĩkwa                 |
| 578 | tiom-tiom                   | õkwatsĩkwa                 |
| 579 | trinca-ferro                | õkwatsĩkwa                 |
| 580 | tuvira                      | õkwatsĩkwa                 |
| 581 | tiziu                       | Õkwatsĩkwa vorokwa erejkwa |
| 582 | tovaca                      | õkwatsĩkwa                 |
| 583 | tovaquinha                  | õkwatsĩkwa                 |
| 584 | tucano                      | ñãke                       |
| 585 | tucano-de-bico-preto        | ñãke vorokãñũe             |
| 586 | tucano-de-bico-verde        | ñãke pirakãñũe             |
| 587 | tucano-de-peito-amarelo     | ñãke                       |
| 588 | tucano-de-peito-branco      | ñãke                       |
| 589 | tuidara                     | õkwatsĩkwa                 |
| 590 | tuim                        | twĩpätsĩkwa                |
| 591 | udu                         | õkwatsĩkwa                 |
| 592 | uru-coroado                 | õkwatsĩkwa                 |
| 593 | uiraçu                      | tutxitxi                   |
| 594 | uirapuru                    | tutxitxi                   |
| 595 | uirapuru-verdadeiro         | tutxitxi                   |
| 596 | uirapuru-cigarra            | tutxitxi                   |
| 597 | uru                         | õkwatsĩkwa                 |
| 598 | urubu                       | urukutæ                    |
| 599 | urubu-rei                   | urukutæ päkutä             |
| 600 | urubuzinho                  | urukutætsĩk wa             |
| 601 | urutau                      | nũpetso                    |
| 602 | urutaurana                  | nũpetso                    |
| 603 | xexéu                       | õkwatsĩkwa                 |
| 604 | viúva                       | õkwatsĩkwa                 |
| 605 | vivi                        | õkwatsĩkwa                 |
| 606 | zabelê                      | õkwatsĩkwa                 |
| 607 | asa                         | itetse                     |
| 608 | bico                        | ikañũ                      |
| 609 | pena                        | yj                         |
| 610 | ovo                         | iñãj                       |
| 611 | rabo                        | txonũ                      |
| 612 | abelha                      | toveñũ                     |
| 613 | abelha-iraxim               | mũky                       |
| 614 | abelha-bijurí               | mũky                       |
| 615 | abelha caga-fogo            | mũky                       |
| 616 | abelha-canudo               | nãñũ                       |
| 617 | abelha-irapuã               | nãñũ                       |
| 618 | abelha-iraxim               | mũky                       |
| 619 | abelha-jataí                | mũkytsĩkwa vorone          |
| 620 | abelha-lambe-olhos          | emiã                       |
| 621 | abelha-mamangaba            | mũky                       |
| 622 | abelha sanharó              | mũky                       |
| 623 | abelha tibuna               | mũky                       |
| 624 | aranha                      | tinamã                     |
| 625 | ovo de aranha               | tinamão ĩñãj               |
| 626 | teia de aranha              | tinamãty                   |
| 627 | aranha-d'água               | nĩñõpuõ / tepõtxõ          |
| 628 | aranhaçu                    | tinamã ejrũ                |
| 629 | aranha-caranguejeira        | tinamã ejrũ                |
| 630 | barata                      | kutupajru                  |
| 631 | barata-do-mato              | kutupajru                  |
| 632 | barbeiro                    | kutuytximoe                |
| 633 | besouro                     | nako                       |
| 634 | bicho-de-fruta              | ãkwĩ                       |
| 635 | bicho-de-patauá             | ãkwĩ                       |
| 636 | bicho-de-pé                 | ãkwĩ                       |
| 637 | bicho-pau                   | taruakyko                  |
| 638 | bicho-pau-alado             | taruaky                    |
| 639 | bicho-pau áptero            | taruaky                    |
| 640 | borboleta                   | tykenẽnẽ                   |
| 641 | borboleta-bruxa             | ave                        |
| 642 | crisálida                   | pänky                      |
| 643 | borboleta-monarca           | tykenẽnẽ                   |
| 644 | borboleta-pintada           | tykenẽnẽ pũpũñe            |
| 645 | borrachudo                  | twĩ                        |
| 646 | caba                        | nũkũ                       |
| 647 | caba-cega                   | nũkũ                       |
| 648 | caba-chapéu                 | nũkũ                       |
| 649 | cabamirim                   | nũkũ                       |
| 650 | cabatatu                    | ñũkyry                     |
| 651 | caçunun-guçu                | operako                    |
| 652 | caracol                     | kore                       |
| 653 | carapanã mosquito           | pẽ                         |
| 654 | caramujo                    | kore                       |
| 655 | caranguejo                  | tiramã ejvore              |
| 656 | caranguejo de-rio           | ĩtoro                      |
| 657 | carrapa tinho               | tatsĩkwa                   |
| 658 | carrapato                   | ta                         |
| 659 | carrapato-estrela           | ta                         |
| 660 | carrapato-de-cavalo         | iryotä                     |
| 661 | carapato-de-macaco          | iryotä                     |
| 662 | caruncho-de-madeira         | upe                        |
| 663 | casulo de inseto            | pänky                      |
| 664 | cigarra                     | pura                       |
| 665 | cigarrinha                  | puratsĩkwa                 |
| 666 | cigarra grande              | purajko                    |
| 667 | coró, bicho de coco         | ãkwĩ                       |
| 668 | cupim                       | pyj                        |
| 669 | embuá                       | tĩ                         |
| 670 | escorpião                   | tĩrary                     |
| 671 | ferrão de inseto            | kyj                        |
| 672 | formiga                     | nãkati                     |
| 673 | formiga-cabaça              | aua                        |
| 674 | formiga-lava-pés            | nãkati                     |
| 675 | formiga-quemquém            | nãkati                     |
| 676 | formigasaca-saia            | muñã                       |
| 677 | formigataioca               | ñeñe                       |
| 678 | tormiga taciba              | pĩ                         |
| 679 | formica tocandira           | tyytxi                     |
| 680 | formiga-vermelha-e-preta    | tepótxõ                    |
| 681 | formigueiro                 | korako                     |
| 682 | gahanhoto                   | korako                     |
| 683 | gafanhoto verde, esperança  | korako                     |
| 684 | içá, tanajura               | tyytxi                     |
| 685 | jequitirana mbóia           | taruaky                    |
| 686 | lacraia, centopéia          | tĩrary                     |
| 687 | lagarta-de-casulo           | tẽky                       |
| 688 | lagarta-de-folha            | inĩky                      |
| 689 | lagarta-de-fogo             | inĩky                      |
| 690 | lagarta mede-palmo          | tõky                       |
| 691 | lagarta-vermelha            | tõky                       |
| 692 | larva de formiga            | pĩ kãnĩ                    |
| 693 | lavadeira, libélula         | pipitsäko                  |
| 694 | lesma                       | väj                        |
| 695 | lombriga                    | väj                        |
| 696 | lombriga                    | iruokwĩ                    |
| 697 | marimbondo                  | nũkũ                       |
| 698 | marimbondo-caçador          | nũkũ                       |
| 699 | marimbondo-chapéu           | mĩrykye                    |
| 700 | minhoca                     | väj                        |
| 701 | minhocuçu                   | väjtxi                     |
| 702 | mosca                       | nũkũ                       |
| 703 | mosca varejeira             | nũkũ                       |
| 704 | mosquitinho                 | txirokoko                  |
| 705 | mumbuca                     | kunenake                   |
| 706 | mutuca                      | korokoro                   |
| 707 | pecevejo                    | tẽky                       |
| 708 | piolho                      | tẽky                       |
| 709 | piolho-de-cabeça            | æotẽky                     |
| 710 | piolho dos vegetais, pulgão | ikutaotẽky                 |
| 711 | camarão-de-água-doce        | tĩrary                     |
| 712 | pium, borra-chudinho        | twĩtsĩkwa                  |
| 713 | pulga                       | tyjko                      |
| 714 | saúva                       | tyytxi                     |
| 715 | tanajura                    | tyytxi                     |
| 716 | tataíra, abe lha-de-fogo    | mũky                       |
| 717 | tatarana, sussarana         | inĩky                      |
| 718 | tiririca, cupim alado       | perepere                   |
| 719 | tocandira, tucandeira       | tyy                        |
| 720 | tatuzinho                   | kũkoe tsĩkwa tsĩkere       |
| 721 | vagalume                    | pikwatwa                   |
| 722 | verme                       | nũkũ                       |
| 723 | vespa                       | nũkũ                       |
| 724 | vespa-cega                  | nũkũ                       |
| 725 | zangão                      | mũky ävo                   |
| 726 | zunga, bicho-de-pé          | ãkwĩ                       |
| 727 | asa da borboleta            | tykenẽnẽ itetse            |
| 728 | corpo da borboleta          | tykenẽnẽ ikyw              |
| 729 | olho da borboleta           | tykenẽnẽ ikỹj              |
| 730 | tromba da borboleta         | tykenẽnẽ                   |
| 731 | bunda da borboleta          | tykenẽnẽ txonũ             |
| 732 | acará, cará                 | aeretikwa                  |
| 733 | acará-bandeira              | aeretawtxi moe             |
| 734 | acará-disco                 | aere pärätä                |
| 735 | acará-pirambocaia           | aere päkyjtä               |
| 736 | acará-tonto                 | aere                       |
| 737 | acará-peba                  | aere kyjtä                 |
| 738 | acará-pixuna                | aeretikwa vorone ejkutae   |
| 739 | anari-cascudo               | timutikwa / ejka           |
| 740 | apapá, sardinhão            | aeretikwa                  |
| 741 | aramacá, soia               | kwini itaw kỹjmoe          |
| 742 | arraia                      | tsãkãwnũ                   |
| 743 | arraia-de-ferrão            | tsãkãwnũ                   |
| 744 | bacu-de-pedra               | kwinĩ akie                 |
| 745 | bagre                       | tsoäkypuae                 |
| 746 | bagrinho-rocador            | tsoäkypuae                 |
| 747 | bajurqui                    | kykyo                      |
| 748 | boca-de-garrafa             | aeretikwa                  |
| 749 | borboleta                   | kuini tekoko               |
| 750 | cabeçudo                    | tsoäkypuae ejkutae         |
| 751 | camboatã amarelo            | kwinĩ kyryko               |
| 752 | canana-capeta               | mũko ytximoe               |
| 753 | candiru                     | kwini kañae                |
| 754 | cangati                     | tsoäkypuae                 |
| 755 | cangati-de pedra            | tsoäkypuae                 |
| 756 | cangati-de-madeira          | tsoäkypuae aki             |
| 757 | caranha                     | tekoko ejrũko              |
| 758 | cari-chicote                | kwinĩkete tawtsiere        |
| 759 | carito                      | kwini urotepy              |
| 760 | cachimbo                    | kwinĩ                      |
| 761 | cascudo                     | mũko                       |
| 762 | cascudo-barbado             | mũko                       |
| 763 | cascudo-bugio               | mũko                       |
| 764 | cascudo-preto, lajeiro      | mũko                       |
| 765 | cuiú-cuiú                   | kujukuju                   |
| 766 | curimbatá                   | nũtopikwän                 |
| 767 | jacundá, peixe-sabão        | kwini itetse               |
| 768 | jacundá-coroa               | kwini itetse itiximoe      |
| 769 | jacundá-pinima              | kwini itximoe              |
| 770 | jaraqui                     | aere tawtxie               |
| 771 | jaú                         | tsoäkypuae                 |
| 772 | jaju                        | tsemãj vorone              |
| 773 | jatuarana                   | kwinĩ äky                  |
| 774 | joana-guensa                | kwini itetse itiximoe      |
| 775 | jurupoca, braço-de-moça     | kwinĩ                      |
| 776 | lambari                     | kwinĩ                      |
| 777 | mandi                       | tsoäkypuae                 |
| 778 | mandi-preto                 | tsoäkypuae vorone          |
| 779 | mandi-amarelo               | tsoäkypuae                 |
| 780 | mandi-bandeira              | tsoäkypuae tawtxiere       |
| 781 | mandi-chorão                | tsoäkypuae                 |
| 782 | mandubé                     | tsoäkypuae ejae            |
| 783 | mandubi                     | tsoäkypuae ejae            |
| 784 | mapará                      | kwinĩ                      |
| 785 | matrinchã                   | kwinĩ pepetxonũ            |
| 786 | pacu                        | täräj / tekoko             |
| 787 | pacupeba                    | tekoko ikwytæ              |
| 788 | pacu-mirim                  | tekokotsĩkwa               |
| 789 | pacu-prata                  | tekoko ikwytä              |
| 790 | palmito                     | kwinĩ                      |
| 791 | peixe-lenha                 | txururu ejtawtsie          |
| 792 | peixe-porco                 | kwinĩ                      |
| 793 | pescada                     | kwinĩ tawtxiere            |
| 794 | pescada-amarela             | kwinĩ                      |
| 795 | piau-cobra                  | täjmũ tawtxie              |
| 798 | piau                        | täjmũ                      |
| 796 | piaba                       | pyryryka                   |
| 797 | piracanjuva                 | kwinĩ topie                |
| 799 | piraíba                     | tsoäkypuae                 |
| 800 | piraíba                     | tsoäkypuae väejrũne        |
| 801 | pirambóia                   | kwinĩ okytawre             |
| 802 | piramutaba                  | täjmũ tawtxie              |
| 803 | piranha                     | tsemãj                     |
| 804 | piranha vermelha            | tsemãj pẽnetsĩkwa          |
| 805 | piranha-doce                | kwinĩ petximoe             |
| 806 | pirapetinga                 | kwinĩ ika                  |
| 807 | pirapitinga                 | ajtemũ                     |
| 808 | pirarara                    | kwinĩ avae                 |
| 809 | pirarucu                    | kwinĩ tsĩtsonũkere         |
| 810 | surubim                     | kwinĩ                      |
| 811 | tambaqui                    | kwinĩ                      |
| 812 | tamboatá                    | timutikwa                  |
| 813 | tamoatá                     | timutikwa tawtxie          |
| 814 | traíra                      | kwinĩkete                  |
| 815 | tucunaré                    | tuturunake                 |

### Etnônimos
| Número | Kanoê          | Glosa                                                  | Etimologia                                            |
| ------ | -------------- | ------------------------------------------------------ | ----------------------------------------------------- |
| 310    | akutsũ         | ‘índios Latundê-Nambikwára’                            |                                                       |
| 311    | arui           | ‘índios Aruá, Mondé’                                   |                                                       |
| 312    | atsatsare      | ‘homem branco, gente branca, civilizado’               |                                                       |
| 313    | ĩko-tekãw      | ‘povo do morcego, subgrupo Makuráp’                    | morcego-povo                                          |
| 314    | iry-tekãw      | ‘povo do macaco’, índios Koaratira, subgrupo Mequéns   | macaco-povo                                           |
| 315    | ĩkũkũ-tekãw    | ‘povo do tracajá, índios Jeoromitxi (Jabuti)’          | tracajá-povo                                          |
| 316    | kurape         | ‘índios extintos, “porque tinham a boca torta”’        |                                                       |
| 317    | monde          | ‘índios Kasupá, Mondé (= Aikanã)’                      |                                                       |
| 318    | pyræ-tekãw     | ‘povo do rato’, índios de um subgrupo Makuráp’         | rato-povo                                             |
| 319    | pẽ-kuta-tekãw  | ‘índios Ajuru, Wayoró, Wayurú’                         | vermelho-cabeça-povo                                  |
| 320    | putsua-tekãw   | ‘povo do cachorro do mato’, índios de grupo já extinto | raposa-povo                                           |
| 321    | tsiwawa        | ‘índios Kepikiriwat-Tupari (?)’                        |                                                       |
| 322    | tsanamakãw     | ‘índios Salamãi ou Sanamaiká (Tupi-Mondé)’             |                                                       |
| 323    | tsanawere      | ‘índios Arikapu’                                       |                                                       |
| 324    | tinupa         | ‘índios Aikanã’, nome pessoal em Aikanã                |                                                       |
| 325    | tajnakãw       | ‘índios Koaiá (Kwaza)’                                 |                                                       |
| 326    | tija           | ‘índios Koaiá (Kwaza), caboclo Tiá’                    |                                                       |
| 327    | uræ-tekãw      | ‘povo do queixada’, índios Sakirap (Tuparí do Omeré)   | queixada-povo                                         |
| 328    | urudãw         | ‘índios Oro Não, subgrupo Txapakúra                    |                                                       |
| 329    | votsi          | ‘homem branco, gente branca’                           |                                                       |
| 330    | votsi pẽ-n-e   | ‘homem branco loiro’                                   | (Lit.: ‘homem branco vermelho’); homem vermelho-3-NLZ |
| 331    | votsi voro-n-e | ‘homem negro, gente da raça negra’                     | homem preto-3-NLZ                                     |

### Hidrônimos
| Número | Kanoê            | Glosa | Etimologia                                                 |
| ------ | ---------------- | --- | ---------------------------------------------------------- |
| 360    | apediã           | ‘rio Apediá’ (ou rio Pimenta Bueno), tributário do rio Machado                                                                                   |                                                            |
| 361    | aritsine         | ‘rio Chupinguaia’, afluente da margem esquerda do rio Apediá                                                                                     |                                                            |
| 362    | atsi-n-e-mo-e    | ‘Cascata’, lugarejo no alto rio Apediá, cuja cascata fazia medo                                                                                  | medo-3-DECL-CLE-NLZ                                        |
| 363    | etekere          | ‘rio Colorado’, tributário do rio Guaporé, paralelo ao rio Mequéns                                                                               |                                                            |
| 364    | iene-mo-e        | ‘igarapé tributário do Corumbiara’, porque as águas ficavam                                                                                      | amarelo-CLE-DECL muito amarelas na estação das chuvas’ (?) |
| 365    | kaurua           | ‘rio Guarajus’, afluente da margem direita do rio Corumbiara                                                                                     |                                                            |
| 366    | kuni-mo-e-tsĩkwa | ‘igarapé, afluente do Tanaru’, tributário do rio Pimenta Bueno                                                                                   | água-CLE-DECL-DIM                                          |
| 367    | kuni-tsu-mo-e    | ‘rio Corumbiara’ | água-gostoso-CLE-DECL                                      |
| 368    | nunumoe          | ‘nome de um igarapé, afluente do Omeré’, que era habitat de uma espécie de inseto (“bicho branco de asa que prega no pau”, segundo Teresa Kanoê) |                                                            |
| 369    | omo-e-re         | ‘rio Omeré’, afluente da margem esquerda do rio Corumbiara, porque o mesmo tinha muitas pedras que pareciam crista de galo’                      | crista-DECL-AUX                                            |
| 370    | oneru            | ‘igarapé Ipiranga’ |                                                            |
| 371    | tanaru           | ‘rio Tanaru’, tributário da margem esquerda Apediá, onde se encontravam conchas muito grandes                                                    |                                                            |
| 372    | turumoe          | ‘igarapé São Pedro’ |                                                            |
| 373    | tsimoe           | ‘igarapé São João’, tributário do rio Mequéns |                                                            |
| 374    | voro-mo-e        | ‘rio Carvão’, porque suas águas eram escuras | preto-CLE-DECL                                             |

### Exemplos de metáforas
- æky-o kani (‘muda (broto) de bananeira’ (Lit.: ‘criança de banana’))

- ãtãpætæ i-tsitse tsi-mo-e (‘avião’ (Lit.: ‘barco (que) tem asa’))
- varyvary pyræ pænæ-n-e-re (‘estrela cadente’ (Lit.: ‘estrela rato voando’))
- pærætæ-o i-kãñu (‘cabo da panela’ (Lit.: ‘nariz da panela’))[3]

### Exemplo de canção nativa (aj-re)
aj-re aj-re aj-re
Eu sou, eu sou, eu sou...
aj pæ-ja õ-e-re # aj pæ-ja õ-e-re
Eu estou dançando, eu estou dançando...

### Sistema de numeração
Em Kanoê, os numerais cardinais de 1 a 9 são notáveis: a partir de um sistema binário, composto pelas raízes pja [pja] “um” e mow [mõw̃] “dois”, são formados todos os demais, de 3 a 9, implicando uma adição mental sistemática, conforme o quadro abaixo:
| Quantidade | Numeral              | Tradução     |
| ---------- | -------------------- | ------------ |
| 1          | pja                  | ‘um’         |
| 2          | mow                  | ‘dois’       |
| 3          | mow pja              | ‘três’       |
| 4          | mow mow              | ‘quatro’     |
| 5          | mow mow pja          | ‘cinco’      |
| 6          | mow mow mow          | ‘seis’       |
| 7          | mow mow mow pja      | ‘sete’       |
| 8          | mow mow mow mow      | ‘oito’       |
| 9          | mow mow mow mow pja  | ‘nove’       |
| 10         | itso mow             | ‘dez’        |
| 15         | itso mow itsotsi pja | ‘quinze’     |
| 20         | itso mow itsotsi mow | ‘vinte’      |
| muitos     | arakere              | 'não poucos’ |

### Comparações lexicais

#### Tupi
Possíveis empréstimos de etimologia Tupi:
| Número | Kanoê     | Glosa                          | Etimologia |
| ------ | --------- | ------------------------------ | --- |
| 435    | akapitã   | ‘cardeal (espécie de pássaro)’ | |
| 436    | kajpora   | ‘caipora’                      | do tupi kaa’pora, ‘morador do mato’                                                                                                   |
| 437    | kapĩ      | ‘capim’                        | do tupi ka’apĩ ‘folha delgada’ |
| 438    | kirikiri  | ‘certa espécie de gavião’      | do tupi kiriri, ou provável onomatopéia reproduzindo o canto do pássaro                                                               |
| 439    | gwaʒara   | ‘Guajará-Mirim’                | topônimo do tupi waya’ra, uajará (guajará), planta da família das sapotáceas                                                          |
| 440    | guarana   | ‘guaraná’, fruto e bebida      | |
| 441    | mamore    | ‘Mamoré (hidrônimo)’           | |
| 442    | mapĩkwari | ‘Mapinguari’                   | do tupi mapingua’ri, personagem mítica antropomórfica, que tem o corpo coberto de pêlos e que usa uma armadura de cascos de tartaruga |
| 443    | marakuʒa  | ‘maracujá’                     | do tupi murukuja |
| 444    | pipoka    | ‘pipoca’                       | do tupi pipokạ |
| 445    | tatare    | ‘pau-ferro (árvore)’           | do tupi tatarẽ |
| 446    | tupi      | ‘Tupi’                         | ‘do tupi tupi’ |

#### Kwaza
Algumas semelhanças entre o Kanoê e o Kwaza (Koaiá) segundo Bacelar (2004):
| Número | Português           | Kanoê                    | Kwaza              |
| ------ | ------------------- | ------------------------ | ------------------ |
| 447    | ‘pedra’             | aki                      | haki(dwa)          |
| 448    | ‘índios estranhos’  | akutsu ‘índios Akuntsum’ | akucũ              |
| 449    | ‘milho’             | atiti                    | atxitxi            |
| 450    | ‘garça (espécie)’   | avakã                    | awakã ‘garça’      |
| 451    | ‘canela, tíbia’     | ikaw                     | ekai ‘tíbia’       |
| 436    | ‘olho’              | ikỹj                     | ekãi ‘rosto, face’ |
| 437    | ‘galinha’           | kurakura                 | kurakura           |
| 438    | ‘peneira’           | manare                   | manary             |
| 439    | ‘CL, para líquidos’ | -mũ                      | -mũ                |
| 440    | ‘cigarra’           | pura                     | pura ‘mariposa’    |
| 441    | ‘urucum’            | tara                     | toro               |
| 442    | ‘pato’              | tæmu                     | damũ               |
| 443    | ‘peixe pacu’        | tæræj                    | terei              |
| 444    | ‘arraia de ferrão’  | tsãkawnu                 | tsakarũ            |
| 445    | ‘preto, negro’      | voro-                    | ho’ho- ‘preto’     |

Outras semelhanças lexicais entre o kanoê e o kwaza (Jolkesky 2016):
| Português          | Kanoe               | Kwaza              |
| ------------------ | ------------------- | ------------------ |
| amarrar/desamarrar | tɨrɨ ‘amarrar’      | tɨrɨ ‘desamarrar’  |
| aqui/lá            | ja                  | ja                 |
| árvore/madeira     | ɛː ‘árvore’         | hi ‘madeira’       |
| bicho-de-pé        | tɨjko               | sɨjto              |
| boca/comer         | ia ‘boca’           | ja ‘comer’         |
| cabeça             | kuta                | kutɨ               |
| cabelo             | jɨ                  | e-sɨi              |
| casa               | aso                 | aʃɨ                |
| cesta              | urutsi              | ururire            |
| chuva              | wɛ                  | awe                |
| CLS.fruta/semente  | -ko                 | -ko                |
| CLS.liquido        | -mũ                 | -mũ                |
| CLS.pó             | -tinũ               | -nũ                |
| CLS.redondo        | -tɛ                 | -tɛ                |
| colher de pau      | tomero              | ɗumaru             |
| colmeia/vila       | aso ‘vila’          | haso ‘colmeia’     |
| coruja             | wowoʧi              | bubware            |
| ENF                | -kete               | -tete              |
| estrela            | warɨwarɨ            | warɨwarɨ           |
| farinha/raiz       | kaɲa ‘farinha’      | kãjã ‘raiz’        |
| feijão             | kometa              | kumaɗa             |
| fezes              | nũ                  | ɲũ                 |
| fígado             | i-ri                | e-ri               |
| flecha             | mapi                | mãbi               |
| fumaça             | nõ                  | -nũ                |
| galo               | kurakura            | kurakuratswa       |
| garça              | ãvãkã               | ãwãka              |
| gente              | akũʦũ               | -akũtũ             |
| grande             | ʦi                  | ʧi                 |
| jacamim            | aratapɨ             | araʦaɓi            |
| látex              | omu                 | humũ               |
| macaco caiarara    | irɨ                 | hɨri               |
| machado            | aere                | ale                |
| madeira/árvore     | ɛː ‘árvore’         | hi ‘madeira’       |
| mãe                | mõ                  | mã                 |
| mamão              | tokɨ                | taɨ                |
| mandioca           | ʧuɛ                 | jo                 |
| mariposa/cigarra   | pura ‘cigarra’      | pura ‘mariposa’    |
| milho              | atiti               | aʧiʧi              |
| morrer             | tuoere              | towari             |
| nádeɡas            | nũtɛ                | ɲũse               |
| olho               | i-kə̃i               | e-tũ̪i              |
| ovo                | i-ɲeĩ               | e-ni               |
| P (em pronomes)    | -te                 | -ʦɛ                |
| TRANS              | -to                 | -ta                |
| pacu               | tɛrɛj               | terej              |
| papagaio           | kore                | karerɨ             |
| papagaio           | awa                 | awɨ                |
| pariri             | mito                | miɗ̃ o              |
| pato               | tɛmu                | damũ               |
| pé                 | itso ‘dedão’        | djo                |
| pedra              | aki                 | haki               |
| peneira            | mɛnɛre              | manarɨ             |
| preto              | be                  | be                 |
| quebrar            | dʷa                 | ɗʷɨ                |
| raia               | tsãkãwnũ            | tsãkãrũ            |
| sapo               | kɨkɨtɛ              | kotorɛ             |
| semente            | ko                  | ko                 |
| sobrinho           | koro                | kore               |
| tartaruga/camaleão | ikũkũtɛ ‘tartaruga’ | ekukũte ‘camaleão’ |
| terra              | tsana               | tsãrã              |
| urubu              | urukutɵ             | uruhu              |
| urucum             | tara                | toro               |
| vento              | wuroere             | wɨwɨrjɨ̃            |